# Saint-Sébastien (Espagne)
Pour les articles homonymes, voir Saint-Sébastien et San Sebastián.
Saint-Sébastien, officiellement Donostia-San Sebastián (ou encore en basque : Donostia et en espagnol : San Sebastián) est une ville du Nord de l'Espagne, capitale de la province du Guipuscoa, dans la Communauté autonome basque. Elle est le siège du diocèse de Saint-Sébastien et de la province maritime de Saint-Sébastien.
Baignée par les eaux de la mer Cantabrique, à l'embouchure de la rivière Urumea, elle doit une grande partie de sa célébrité à sa rade, la baie de la Concha, encadrée par deux éminences rocheuses, les monts Igeldo et Urgull, véritables balcons naturels d'où on appréhende une grande partie de la cité, l'océan et les paysages vallonnés des environs. La ville compte de nombreux monuments (cathédrale du Bon Pasteur, basilique Sainte-Marie du Chœur, palais de Miramar, pont María Cristina, arènes d'Atocha, place de la Constitution et rues pittoresques du centre historique), musées (musée des sciences, de la chasse à la baleine, musée Chillida-Leku) et d'un aquarium. Le palais Kursaal, édifié en 1998, est caractéristique de l'architecture contemporaine.
Importante place militaire et base navale au Moyen Âge, la ville est détruite à plusieurs reprises par des incendies au cours de son histoire. Le dernier d'entre eux, consécutif à la guerre d'indépendance en 1813, est à l'origine d'un grand projet de reconstruction urbaine mené au cours du XIXe siècle. Les murailles qui enserraient la ville sont détruites en 1863, permettant l'édification de quartiers modernes (ensanches), tel le quartier d'Amara. À partir de 1885, la reine régente Marie-Christine prend l'habitude de venir en villégiature à Saint-Sébastien, suivie par sa cour, puis par la bourgeoisie. La ville devient une station balnéaire réputée, et ne tarde pas à être surnommée « La perle du Cantabrique », nom qui est passé à la postérité.
Forte d'une population de 188 102 habitants (2021), au sein d'une aire urbaine de 436 500 habitants (2010), c'est une ville universitaire et un pôle économique majeur, centrée notamment sur le tourisme et les activités commerciales. Elle accueille chaque année depuis 1953 le Festival international du film de Saint-Sébastien, de renommée internationale, et le Festival de jazz de Saint-Sébastien depuis 1966. En 2016, la ville a été la capitale européenne de la culture, avec Wrocław.

## Histoire

### Moyen Âge
Les origines de Saint-Sébastien sont inconnues. Le document le plus ancien (considéré comme faux par la majorité des historiens) la mentionne en l'an 1014. Il est en revanche plus certain qu'au XIIe siècle, Sanche VI de Navarre, dit le Sage, aurait mis le monastère de Saint-Sébastien entre les mains de l'abbé de Leyre et de l'évêque de Pampelune. Ce document sera confirmé, en 1201, par le roi Pierre Ier. Les premières nouvelles écrites de Saint-Sébastien font référence à un monastère, situé dans le quartier qui encore aujourd'hui est appelé Antiguo, dénomination issue de Saint-Sébastien l'Antiguo.
Saint-Sébastien a été fondée vers 1180 par Sanche VI, roi de Navarre, pour être le port maritime de la Navarre, et accomplit sa mission comme tel. Le site où la nouvelle ville est fondée, situé au pied du mont Urgull, a été primitivement connu comme Izurum. Saint-Sébastien apparaît étymologiquement de l'évolution du mot Donebastian (Done < Domine, et Sebastian). L'endroit était donc habité par les locaux, Navarrais, comme on les appelle. Le roi navarrais a alors invité les commerçants gascons appelés de Bayonne à s'installer sur place.
Le roi Sanche accorda le for de Saint-Sébastien (ensemble de lois particulières à la ville), qui marque le début chronologique de l’histoire de la ville. Le for de la ville est considéré comme l'un des plus anciens fors maritimes, fondé sur celui d'Estella (Lizarra).

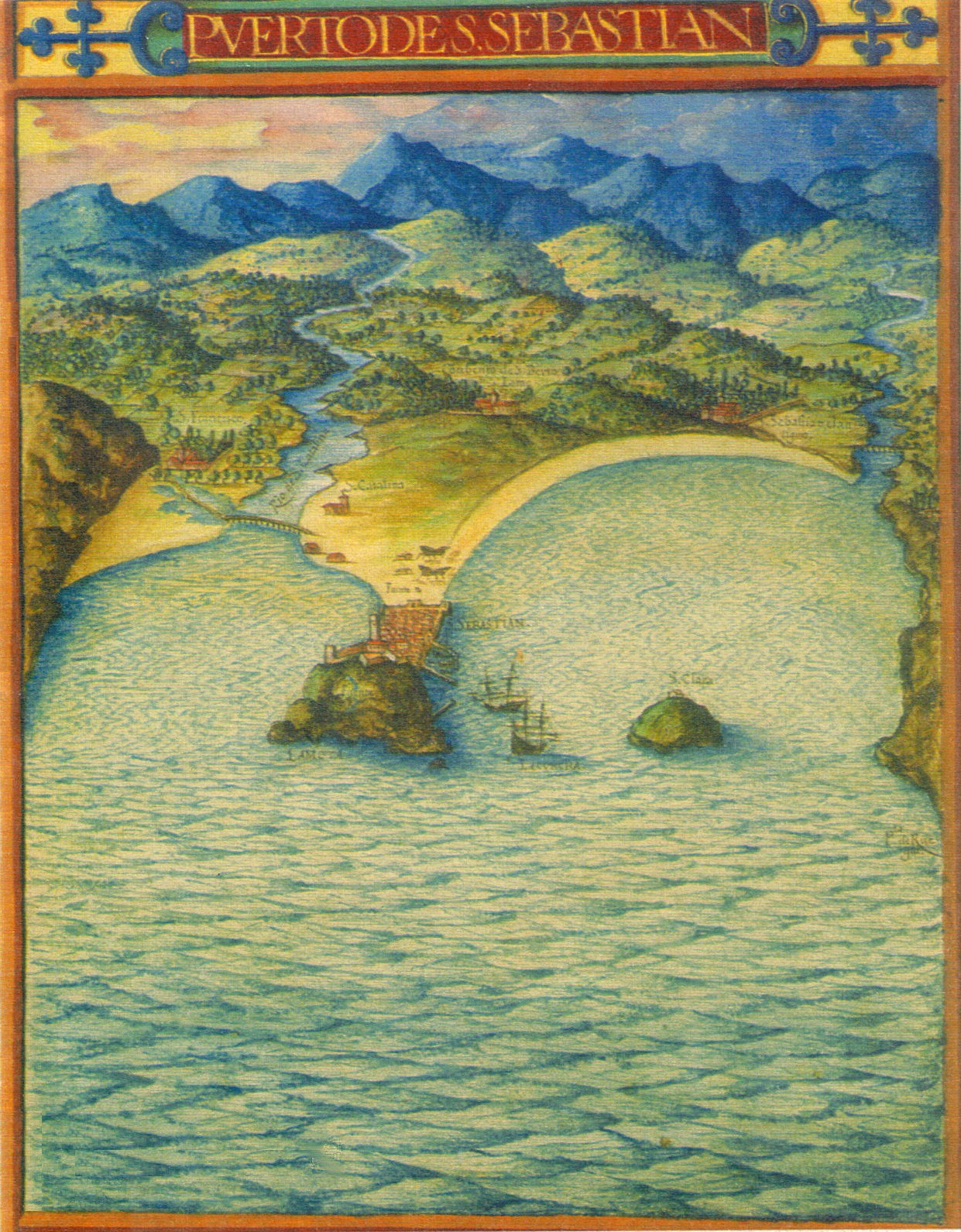
Cartographie de Saint-Sébastien, commandée par Philippe IV en 1622

Aux XIe et XIIe siècles, le monastère de Saint-Sébastien l'Antiguo, de même que son centre spirituel, faisait partie de la vie sociale naissante et administrative de la population de cette zone, mais celle-ci, avec le temps, ne prend pas corps dans cette commune. Guipuscoa et Saint-Sébastien ont été conquises en 1200 par l'armée du roi castillan Alphonse VIII, ennemi de Sanche le Fort, qui envahit la Navarre cette même année. Toutefois la ville a conservé le for navarrais. Ainsi, le port, auparavant réduit sans possibilité d'expansion devient le moyen pour une monarchie, la castillane, de s'ouvrir vers la mer.

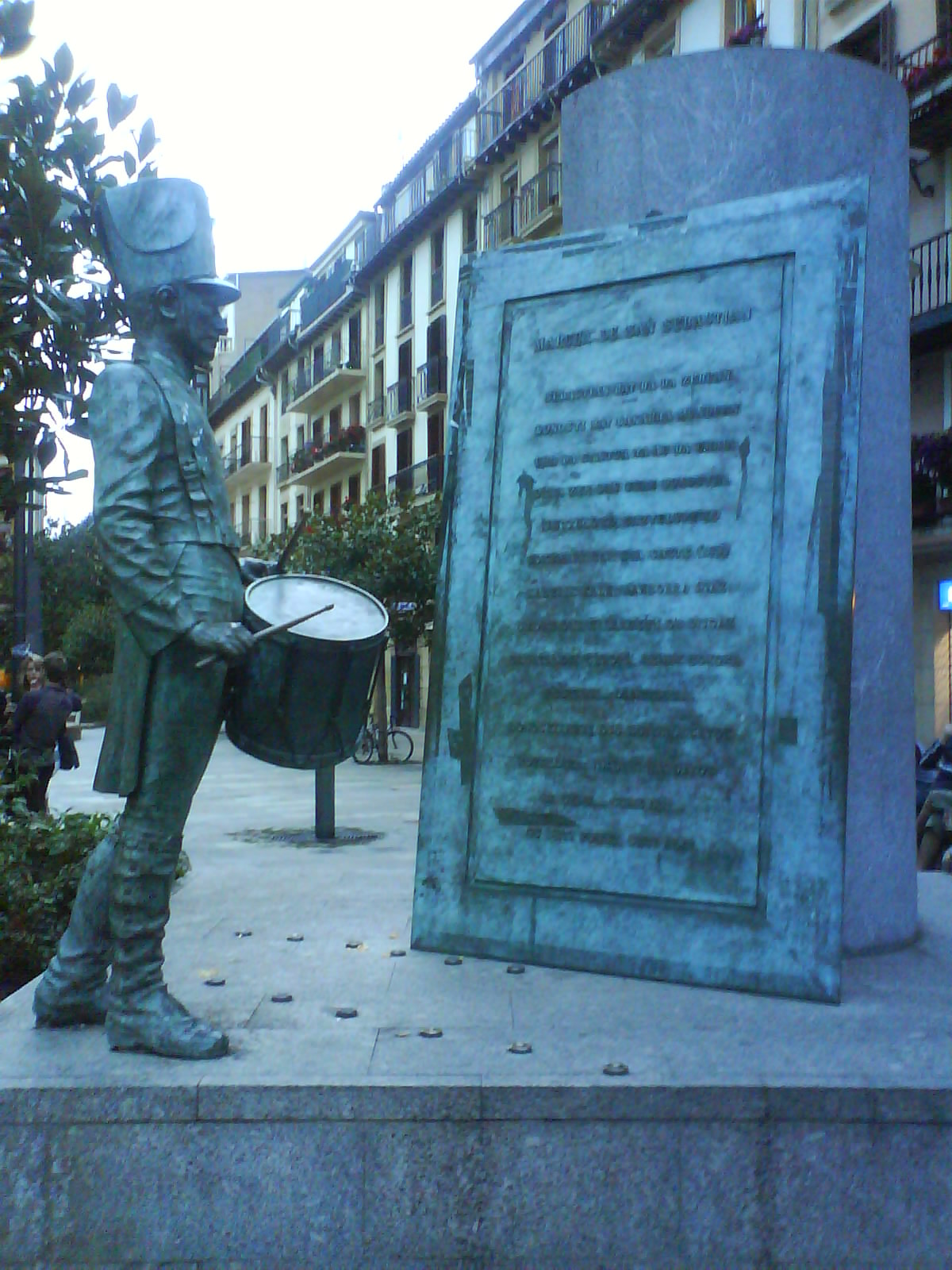
La marche de Saint-Sébastien

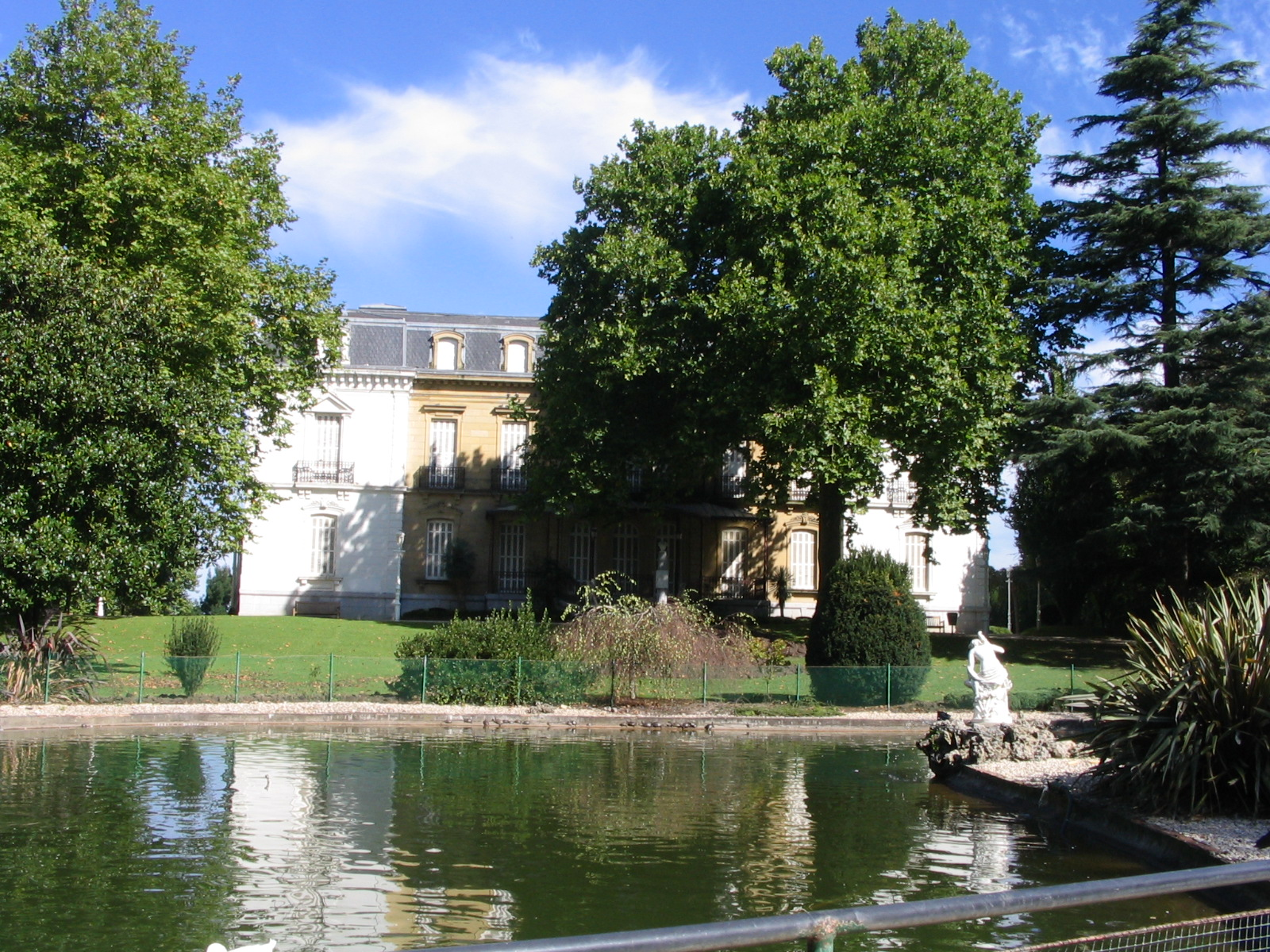
Parc et palais d'Aiete

Les rois de Castille comptent pour la première fois en 1248 avec les forces navales de Saint-Sébastien, qui participent à la neutralisation de l'escadron des Maures et du pont de bateaux, situé à l'endroit où se trouve aujourd'hui le pont de Triana, ce qui a eu pour résultat la capitulation de la ville de Séville.
Alphonse VIII accorde les juridictions et entame la longue série de privilèges accordés à Saint-Sébastien, visant d'une part à maintenir en vie le trafic navarrais et d'autre part à procurer une situation privilégiée aux commerçants citadins sur le marché castillan.
Cette prospérité permet à la ville, alors construite principalement en bois (y compris en charpenterie de marine réemployée) de se relever des multiples incendies dont elle souffre à partir de 1266 (elle aura brûlé complètement six fois en deux siècles).
La guerre de Cent Ans, les Guerres de bandes et l'évolution de la Navarre en direction française pour raisons dynastiques ont apporté pour Saint-Sébastien, dans la seconde moitié du XIVe siècle, une conséquence grave, le déplacement des principales lignes de trafic vers Bilbao, en remplaçant Saint-Sébastien comme centre du trafic commercial.
En janvier 1489 un nouvel incendie réduit une fois de plus la ville en cendres. Cet événement malheureux a eu comme conséquence la reconstruction de la ville en pierre. Cet incendie a été le dernier de l'époque médiévale de Saint-Sébastien.
À partir du dernier quart du XVe siècle, Saint-Sébastien, d'une ville marchande, devient, par sa situation stratégique, place militaire, et son port principal, Pasaia, passe de port essentiellement commercial à base navale.

### Place militaire

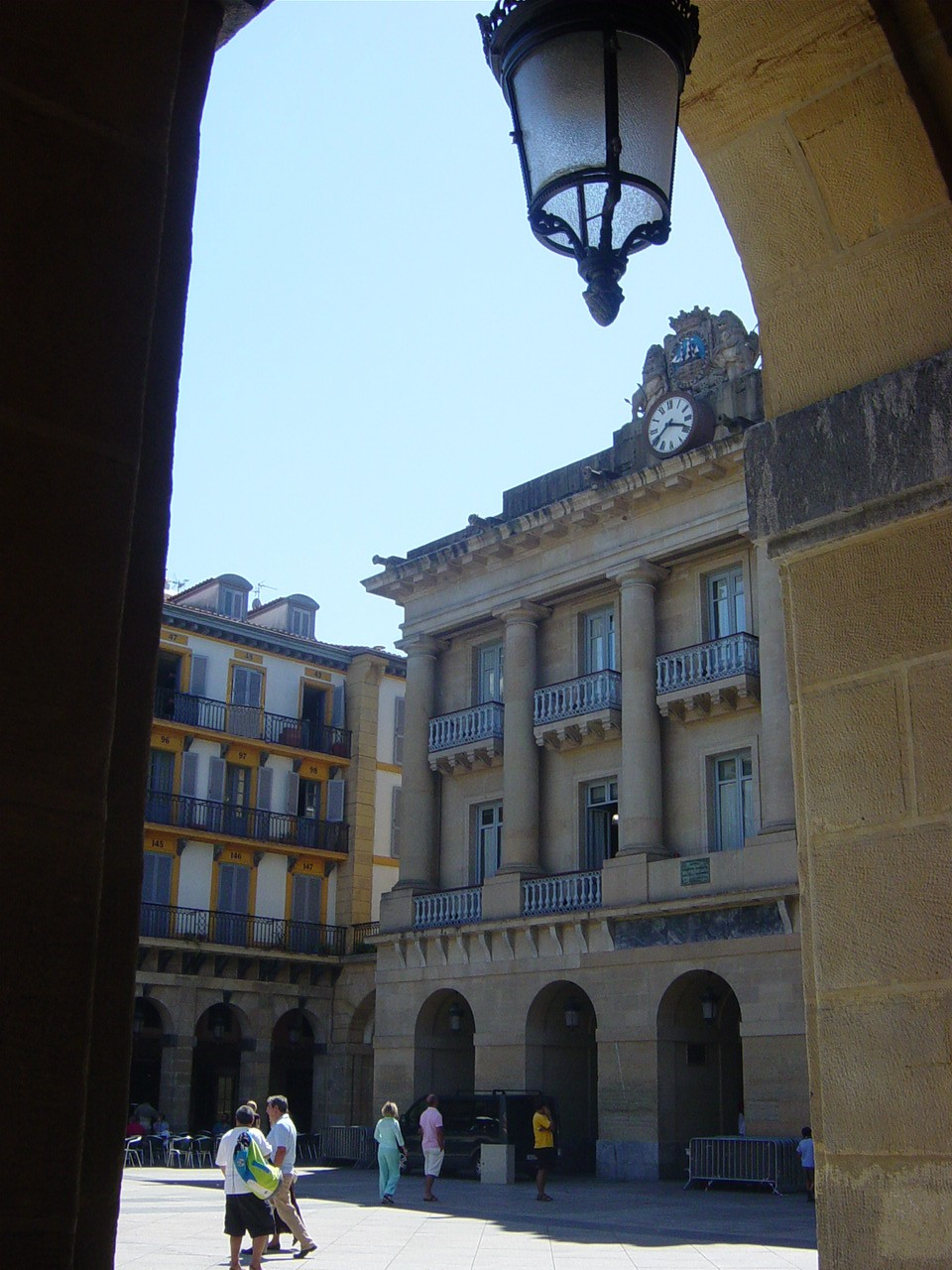
Place de la Constitution

Après la catastrophe de 1489, plus qu'une reconstruction de ville, il faut parler d'un nouveau mode de vie de la collectivité donostiarra. Pasaia, accueille la base navale de l'escadre cantabrique, force maritime qui mène pendant des siècles (jusqu'au XIXe siècle) la lutte contre les escadres françaises, néerlandaises et britanniques.
Ce nouveau rôle de Saint-Sébastien comme forteresse, chargée de freiner les attaques des Français, donnera lieu à ce que la ville prenne de nouveaux chemins, par lesquels elle a gagné les titres nobiliaires et de Loyauté.
Dans la période entre les Rois Catholiques et Philippe V, trois siècles approximativement, la ville souffrira de nombreux conflits.
Cet état de guerre permanent suppose pour Saint-Sébastien une forte altération de son économie, motivé par les frais dans les fortifications, le maintien de la garnison, et la chute continue du commerce maritime, qui, à partir de 1573, est aggravée parce que Séville acquerra le monopole des transactions avec l'Amérique.
Après deux siècles passés à accomplir héroïquement sa mission de guerre, Philippe IV d'Espagne, en 1662, lui accorde le titre de villa. Jusqu'à sa fondation il y avait seulement de petites zones résidentielles dans le quartier de l'Antiguo (vieux quartier), dans la vieille partie et dans la vallée de l'Urumea, entreprenant jusqu'au XVe siècle un lent processus de croissance.
En 1719, la ville est prise par une forte armée française et le maréchal de Berwick. La citadelle est prise le 17 août, la ville est alors mal fortifiée et sa petite garnison manque de vivres et de munitions. La ville a été occupée par une garnison de deux mille soldats français, jusqu'au 25 août 1721, date à laquelle elle a été évacuée à la suite de la paix de La Haye. En raison des dégâts produits par les bombardements des assaillants, on décide la construction d'une place tout au centre de la ville pour créer un espace en raison de la concentration étouffante de bâtiments qui affligeait les résidents, la Place Neuve, aujourd’hui appelée Place de la Constitution.
Saint-Sébastien subit aussi la crise éclatant en 1718 après le décret royale qui transférait les douanes de l'Ebro à la côte et Pyrènes. En 1727 un compromis est arrivé entre les autorités des Guipuscoa et la couronne sur les douanes et la contrebande qui débouche dans la création de la Compagnie Guipuscoane de Caracas basée en ville, une société qui marque décisivement la vie sociale, économique et politique de Saint-Sébastien pour les prochaines 60 ans.

Dans le cadre de la guerre de la Convention, les troupes françaises commandées par Bon-Adrien Jeannot de Moncey entrèrent dans la ville sans résistance des autorités civiles ou militaires le 3 août 1794. Le maire Juan Vicente Michelena et d'autres autorités, considérés comme de connivence avec les Français ou favorables à la tentative de création d'une République de Guipuscoa, sont jugés en 1796 par les tribunaux espagnols à Pampelune. 

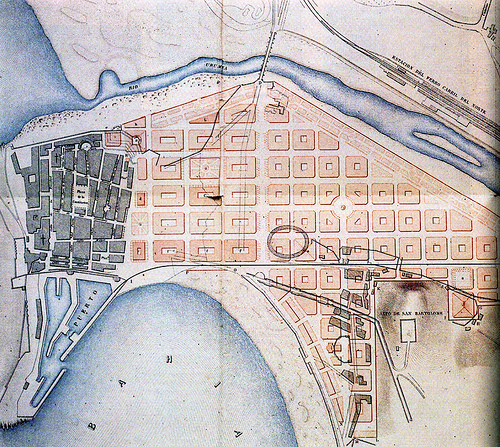
Plano de Ensanche de Cortázar, initié à la seconde moitié du XIXe siècle et terminé en 1913, un siècle après la construction de la cité en 1813

Pendant la guerre d'indépendance, Saint-Sébastien a été occupée en 1808 par les troupes napoléoniennes. Joseph Bonaparte, souverain de l'Espagne, est entré le 9 juin à Saint-Sébastien, en parcourant la rue Narrica, dans laquelle toutes les fenêtres restèrent fermées. En juin 1813 les alliés, les troupes anglo-portugaises, sous le commandement direct de Sir Thomas Graham et du généralissime duc de Wellington, assiégèrent la ville. Après plusieurs jours de bombardement intense provocant un élargissement de la brèche (les troupes françaises étaient entrées par cette dernière en 1719), on a entamé l'opération d'assaut formée par une colonne de volontaires, appelés les desperados. Un incendie fortuit et l'explosion d'une réserve de munitions ont provoqué une panique chez les Français, événement dont profitent les assaillants, qui obligent les troupes françaises à se replier vers le château, où elles capitulent le 8 septembre.
Le pillage des alliés pendant la reconquête de la ville a duré six jours et demi, en sauvant de l'incendie seulement les deux paroisses et trente-cinq maisons, situées dans la rue Trinidad, qui pour un tel motif porte actuellement le nom de 31 de Agosto/Abuztuaren 31. Ces maisons n'ont pas été brûlées parce qu'elles servaient de logement aux fonctionnaires britanniques et portugais, pendant qu'ils entamaient l'attaque au château.
La ville fut pionnière pour la pêche à la baleine, avec d'autres ports de la côte, et son activité s'étendit bientôt à d'autres secteurs, comme l'industrie et le commerce. Ville fortifiée jusqu'en 1863, elle fut ravagée à douze reprises par des incendies jusqu'à cette date. Le dernier d'entre eux, ayant eu lieu en 1813, pendant la guerre d'Indépendance, les survivants se réunirent à Zubieta et décidèrent de reconstruire la ville.
Saint-Sébastien semble avoir été la première ville espagnole fortement touchée par la pandémie grippale de 1918, dite grippe espagnole due au virus H1N1. Il est possible que sa situation (baie très fermée, dans laquelle se déversaient les égouts) et le passage de touristes venant de diverses régions d'Europe, voire venant se reposer après être passés sur le front, aient pu favoriser la diffusion de l'épidémie.

### XIXesiècle
Après la guerre, les notables de la ville se réunirent à Zubieta et décidèrent de reconstruire Saint-Sébastien.
La division du royaume d'Espagne en 52 provinces fixa la capitale du Guipuscoa à Saint-Sébastien. Jusque-là la capitale était alternativement Saint-Sébastien, Tolosa, Azpeitia et Azkoitia, selon le lieu où se réunissaient les Juntes et où résidait le corrégidor, représentant du roi dans la province. Après un nouveau transfert à Tolosa, en 1854, il est déclaré à Saint-Sébastien comme importante pour la province. On décide le retrait des douanes à l'Èbre et la fermeture de Saint-Sébastien comme port habilité pour le commerce avec l'Amérique.
Dans la province s'opposent les carlistes et les libéraux, ces derniers partisans de la Constitution. Les deux partis défendaient les juridictions, mais de manière différente. Saint-Sébastien optera pour le libéralisme, contrairement aux campagnes de la province.
En 1863, après un débat intense, les murs qui limitaient le développement de la ville, sont démolis. Le 4 mai, aux accords d'une marche expressément réalisée pour l'événement, la première pierre est retirée, mise en pièces, puis distribuée entre les hôtes du premier rang.
Saint-Sébastien change d'orientation. Terminée son étape comme forteresse, se mettra à accomplir la fonction de capitale de la province, en commençant son expansion reflétée dans le Plan Antonio Cortázar pour la nouvelle ville.

### Belle époque

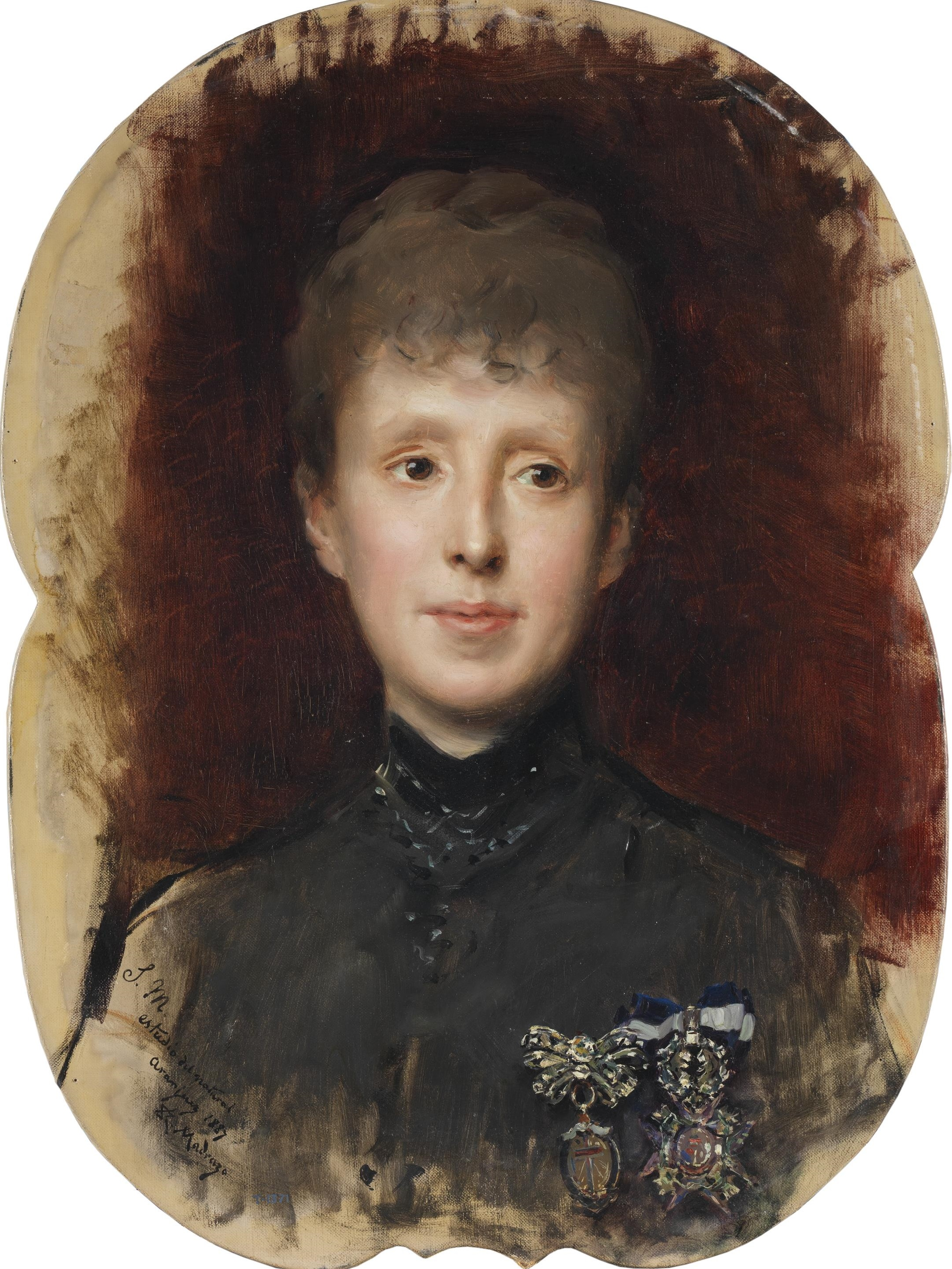
La reine Marie-Christine.

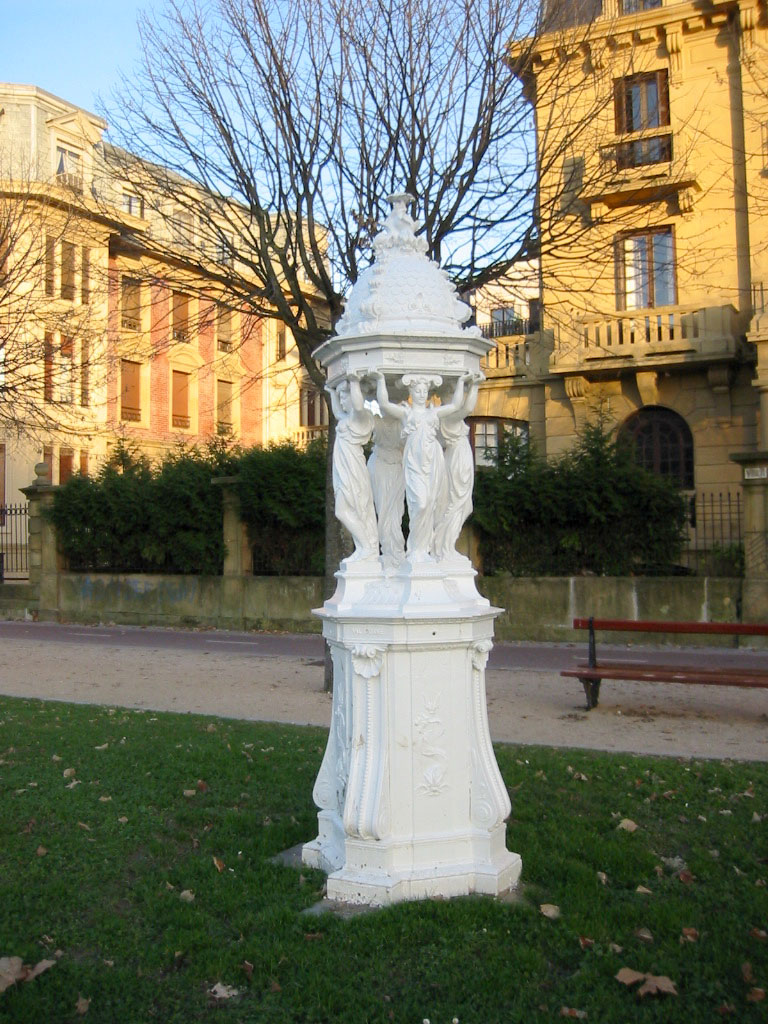
Fontaine Wallace à Saint-Sébastien

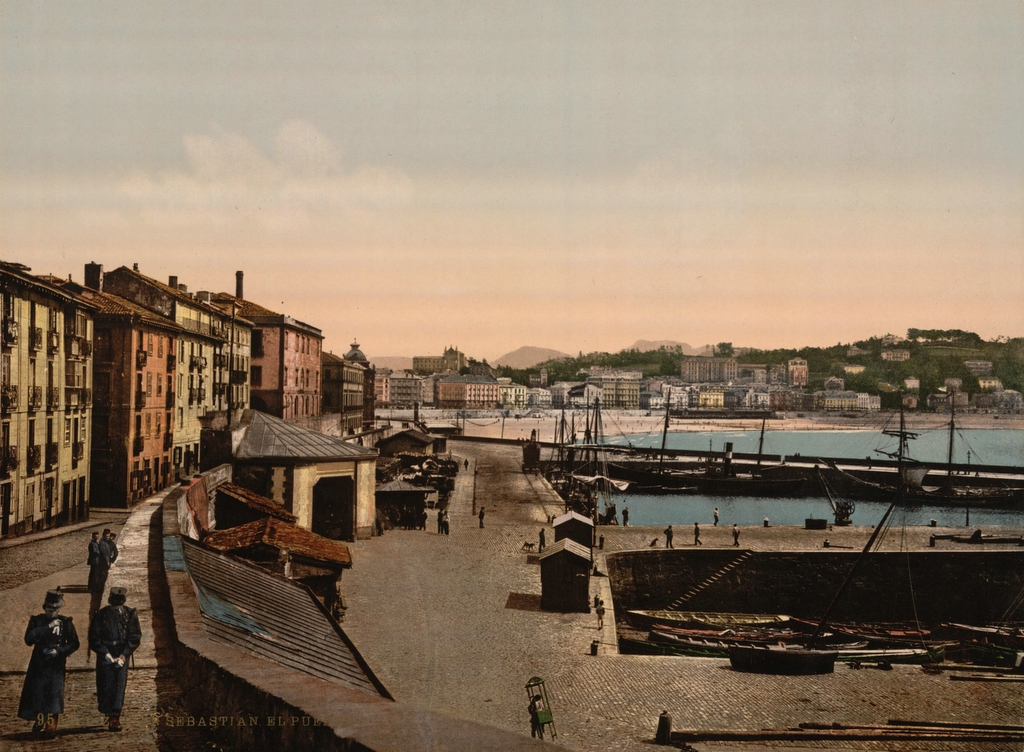
Vue du port de Saint-Sébastien en 1890, avec la Baie de la Concha au fond

Au décès du roi Alphonse XII d'Espagne, en 1885, sa veuve la reine régente Marie-Christine emmène tous les étés la cour à Saint-Sébastien, résidant dans le Palais de Miramar. Le maire de Saint-Sébastien, en reconnaissance, la nomme maire honorifique de la ville. Par la suite, déjà en plein développement de l’Ensanche Cortázar, qu'il dotera la ville de son actuel attrait architectural, la construction du casino en 1887 augmente le nombre d'estivants. Les bâtiments remarquables de la ville sont tous de cette époque — indépendamment de ceux de la vieille ville —, comme la cathédrale du Buen Pastor ou Artzain Ona de Saint-Sébastien, l’Escuela de Artes et Oficios (actuel siège de la poste) et l’Instituto Peñaflorida (occupé ensuite par l’Escuela d'Ingenieros Industriales et de nos jours par le Centre Cultural Koldo Mitxelena), le palais Miramar, le théâtre Victoria Eugenia, l'hôtel María Cristina, les villas du Paseo de Francia ou Frantziako pasealekua ou la gare du Nord, ainsi que le reste des bâtiments du Secteur romantique (roman ?), tous avec un style français marqué, qui a donné du charme à Saint-Sébastien et son surnom de « petit Paris » ou « Paris du Sud ».
La Première Guerre mondiale fait de Saint-Sébastien une des villes les plus cosmopolites d'Europe[réf. nécessaire]. Dans son Casino se retrouvent toutes les personnalités de la vie européenne : Mata Hari, Léon Trotski, Maurice Ravel, Romanones, Pastora Imperio, des toreros renommés, des banquiers, etc. À la Belle Époque, Saint-Sébastien reçoit la compagnie française d'opérette, les ballets russes, des chanteurs d'opéra et beaucoup d'autres artistes célèbres.
En 1930, la ville accueille une réunion de républicains, qu'on a appelé l'accord de Saint-Sébastien, qui aura un impact important dans l'avènement postérieur de la IIe République, le 14 avril 1931. De fait, le premier gouvernement républicain sera formé, dans une grande mesure, par le noyau de politiciens participant à l'« accord ». L'élection de la capitale donostiarra a été due, d'une part, à la proximité de la ville avec la République française et au fait que Saint-Sébastien était la capitale estivale de la Cour. Fernando Sasiain, hôte du Pacte, sera le maire de Saint-Sébastien pendant la République.

### Franquisme
Peu après le début de la Guerre civile espagnole, le 13 septembre 1936, Saint-Sébastien tombe, sans sérieux combat, entre les mains des nationalistes. Le franquisme maintiendra à Saint-Sébastien le rôle de ville capitale de la villégiature. De 1940 à 1975 Franco passera le mois d'août au palais d'Aiete, acheté par la mairie qui le lui a offert, et y tiendra les conseils des ministres. C'est là que, le 17 octobre 2011, sera publiée la déclaration intégrale sur la paix au Pays basque, à la suite de la conférence internationale de paix de Aiete.
En 1953, et à l'initiative d'un groupe de commerçants de la ville, naît le Festival de Saint-Sébastien, avec le double objectif de prolonger la saison touristique et de rendre à Saint-Sébastien le rôle culturel et le glamour perdus depuis la Guerre Civile. Le succès de la première édition arrive aux oreilles du régime franquiste qui soutient la manifestation dans le but d'améliorer l'image extérieure de l'Espagne. Il devient l'un des meilleurs[réf. souhaitée] festivals de cinéma au monde, la scène de quelques premières cinématographiques historiques et le point de rencontre de bonne partie des plus importantes étoiles du septième art.

### Développement moderne

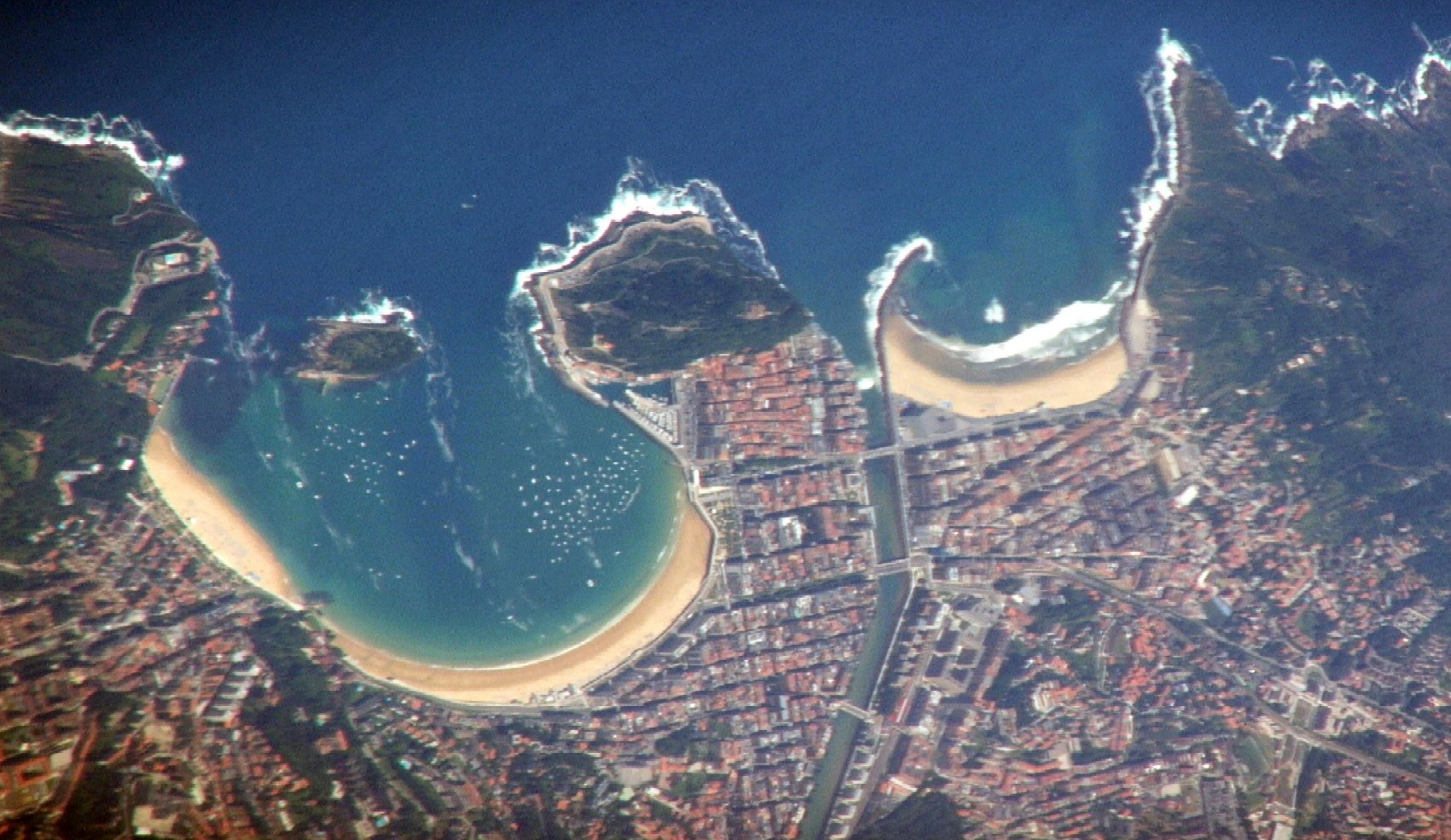
Vue aérienne de Saint-Sébastien. On observe la ligne de cote de près de 10 km, et la baie de la Concha et la plage de Zurriola

En 1955 on a entamé le second et plus important processus d'extension de la ville, dans ce qu'on a appelé Amara Berri, en donnant lieu à un quartier du même nom (faisant allusion aux marais qu'il y avait dans ce terrain avant sa construction). Un des premiers pas dans la construction de l'extension a été le transfert de l' École des Arts et Métiers et Commerce, située dans le centre, à des écoles reconstruites, ainsi que de celui de lInstitut Peñaflorida, en l'appelant Institut Usandizaga pour sa section féminine. On peut considérer que le processus de consolidation du quartier d'Amara a fini en 1993, avec la construction du stade d'Anoeta et de la rénovation totale de la ville sportive (située à Amara).
Après les deux extensions, la ville a consolidé son axe principal, qui continue de se développer bien qu'à un rythme beaucoup plus lent. Aujourd'hui, les priorités de la ville sont l'amélioration des infrastructures (promotion de l'aéroport, meilleures communications ferroviaires, amélioration des routes), la régénération des quartiers de la périphérie, le maintien et le renforcement du tourisme, la principale source de recettes, et la lutte contre l'ETA et la violence urbaine, que la ville a punie avec intensité. La croissance urbaine prétend être combinée avec les soins de l'environnement, la lutte à l'échelle municipale contre le changement climatique et l'aptitude à soutenir des opérations prolongées. Fruit des efforts effectués dans cette direction, en 2008 Saint-Sébastien a été récompensé par la Fédération espagnole de Communes et Provinces comme la ville la plus soutenable de l'Espagne.
Après le décès de Franco, en 1975, la gestion a été donnée à un conseil présidé par le socialiste Ramón Jáuregui chargé de diriger les institutions municipales jusqu'aux premières élections municipales de la démocratie, en 1979. Dans ces élections le Parti nationaliste basque est arrivé en tête, et Jesus María Alkain a été choisi comme premier maire de la nouvelle étape démocratique. Il sera remplacé en 1983, par Ramón Labayen, du PNB, qui à son tour sera remplacé par le nationaliste Xabier Albistur, d'Eusko Alkartasuna, en 1987. Saint-Sébastien a tourné progressivement vers la gauche et vers les positions libérales qui l'avaient caractérisée jusqu'à l'arrivée de la dictature, en occupant la mairie en 1991 par le socialiste Odón Elorza, du Parti socialiste du Pays basque, appartenant au PSOE. Elorza a occupé la mairie en 1991 bien qu'étant le candidat de la troisième force électorale et grâce à l'appui du PNV et du Parti populaire. Le 23 janvier 1995, la veille des élections municipales de mai, le groupe terroriste ETA assassine l'adjoint au maire, Gregorio Ordoñez, candidat du Parti populaire. Ordoñez avait amélioré progressivement ses résultats électoraux dans la Communauté autonome basque, en obtenant la majorité aux élections au Parlement européen en juin 1994. Après son assassinat, le candidat du Parti socialiste d'Euskadi, Elorza fut réélu, et occupe le poste de maire de la ville jusqu'en 2011, lorsque la coalition de la gauche abertzale Bildu l'emporte.

## Toponymie
Saint-Sébastien a diverses dénominations :
- La dénomination officielle de la ville est Donostia en langue basque et San Sebastián en langue espagnole depuis décembre 2011. Entre 1980 et 2011 la dénomination composée Donostia-San Sebastián était utilisée[13].
- Le nom officiel de la ville en castillan (espagnol) est San Sebastián. Son origine est due à un monastère consacré à saint Sébastien qui se trouvait dans l'actuelle situation du quartier de l'Antiguo. Ce nom a été le nom officiel de la ville jusqu'en 1980. Bien que ce ne soit probablement pas la dénomination la plus utilisée par ses habitants dans l'utilisation coloquiale[14] le long de son histoire, il est le nom le plus connu internationalement et duquel dérivent les dénominations de la ville dans d'autres langues. Ainsi, la dénomination habituelle en français est Saint-Sébastien. En castillan on abrège généralement avec Sn, SS (manières correctes), (SS étaient les lettres des plaques minéralogiques des automobiles enregistrées dans leur province jusqu'à ce qu'on ait changé le système en 2000).
- Donostia est le nom officiel de la ville en basque. Ce nom viendrait de Done (« saint » en langue basque) + Sebastian (en allusion au martyr Sébastien). À l'heure actuelle on explique cette dénomination au moyen des transitions suivantes[15] :
  - « … le nom basque de Saint-Sébastien, dont l'évolution approximative aura été « Donasa (b)astiai, Donasastia, Donastia, Donostia » (ibidem).

Donostia n'a pas été une dénomination officielle, même s'il en dérive du gentilé des habitants de la ville (donostiarras) tant en espagnol qu'en basque. Cette dénomination est peu usitée en espagnol, les hispanophones préférant la variante Donosti.
- Donosti : variante de Donostia. Comme le « a » final des mots en basque correspond en fait à un article défini, il est souvent élidé lorsque l'on se réfère à des substantifs indéfinis, comme dans des noms de peuples et de villes. Toutefois, pour certains substantifs, le « a » final est considéré comme intégré au nom, et c'est le cas pour Donostia. C'est pourquoi, en principe il est incorrect de l'éliminer. L'appellation Donosti, quoique très habituelle, est donc incorrecte.
- Sanse : surnom populaire et affectueux qui n'est autre qu'une abréviation de San Sebastián (il existe également la version française Sainsé).
- La Belle Easo ou Easo : c'est une dénomination apparue par la croyance dans les siècles passés que l'ancienne ville romaine Oiasso ou d'Easo se trouvait dans le lieu du Saint-Sébastien moderne. Le gentilé « easonense » (en espagnol) utilisé comme variante cultivée de donostiarra et aujourd'hui en désuétude, dérivait de cette croyance. Des découvertes archéologiques récentes confirment que l'ancienne Oiasso se trouvait à Irun et non à Saint-Sébastien. Comme héritage du nom Easo, le code IATA de l'aéroport de Saint-Sébastien est EAS.
- Irutxulo ou Hirutxulo : signifie « trois trous » en basque et c'est le nom que les pêcheurs donnaient à Saint-Sébastien, puisque depuis la mer la ville était vue comme trois entrées ou trous : celui formé entre le mont Igueldo et l'île de Santa Clara, celui situé entre l'île de Santa Clara et le mont Urgull et celui situé entre Urgull et le mont Ulia.

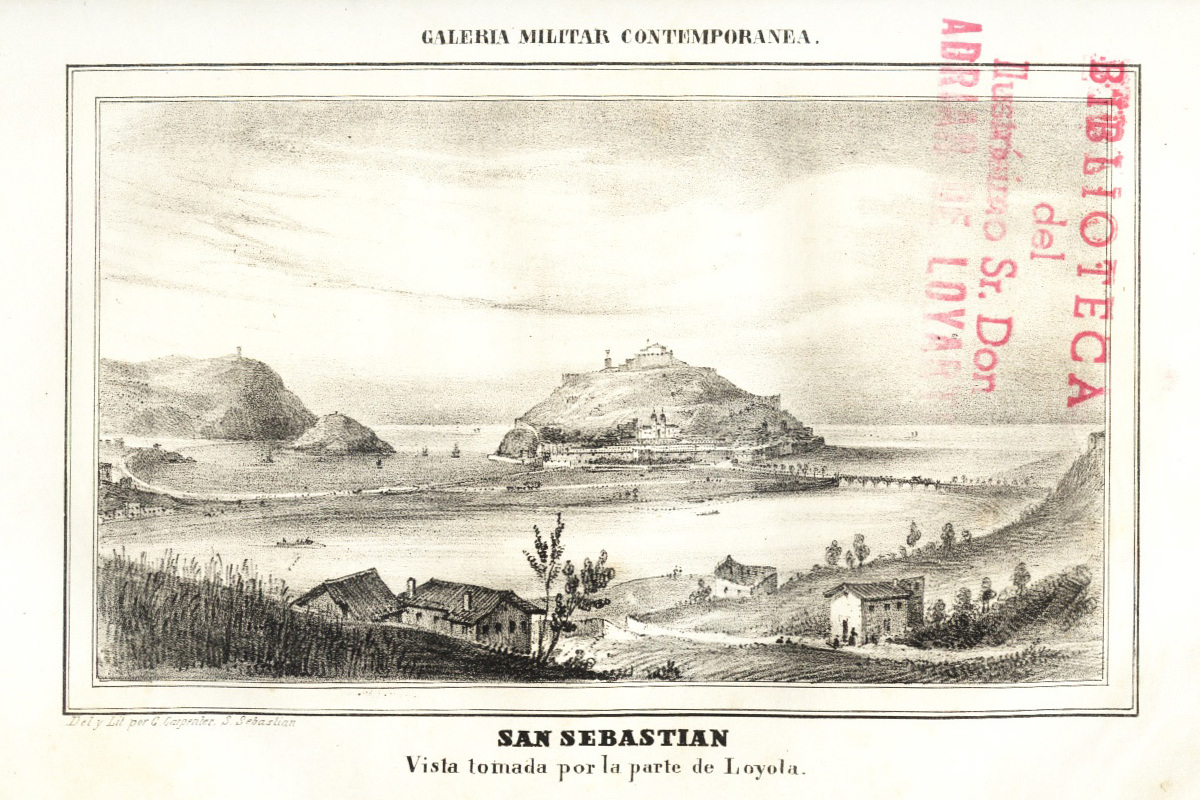
Vers 1840, la baie n'est pas encore urbanisée, mais l'armée y est présente

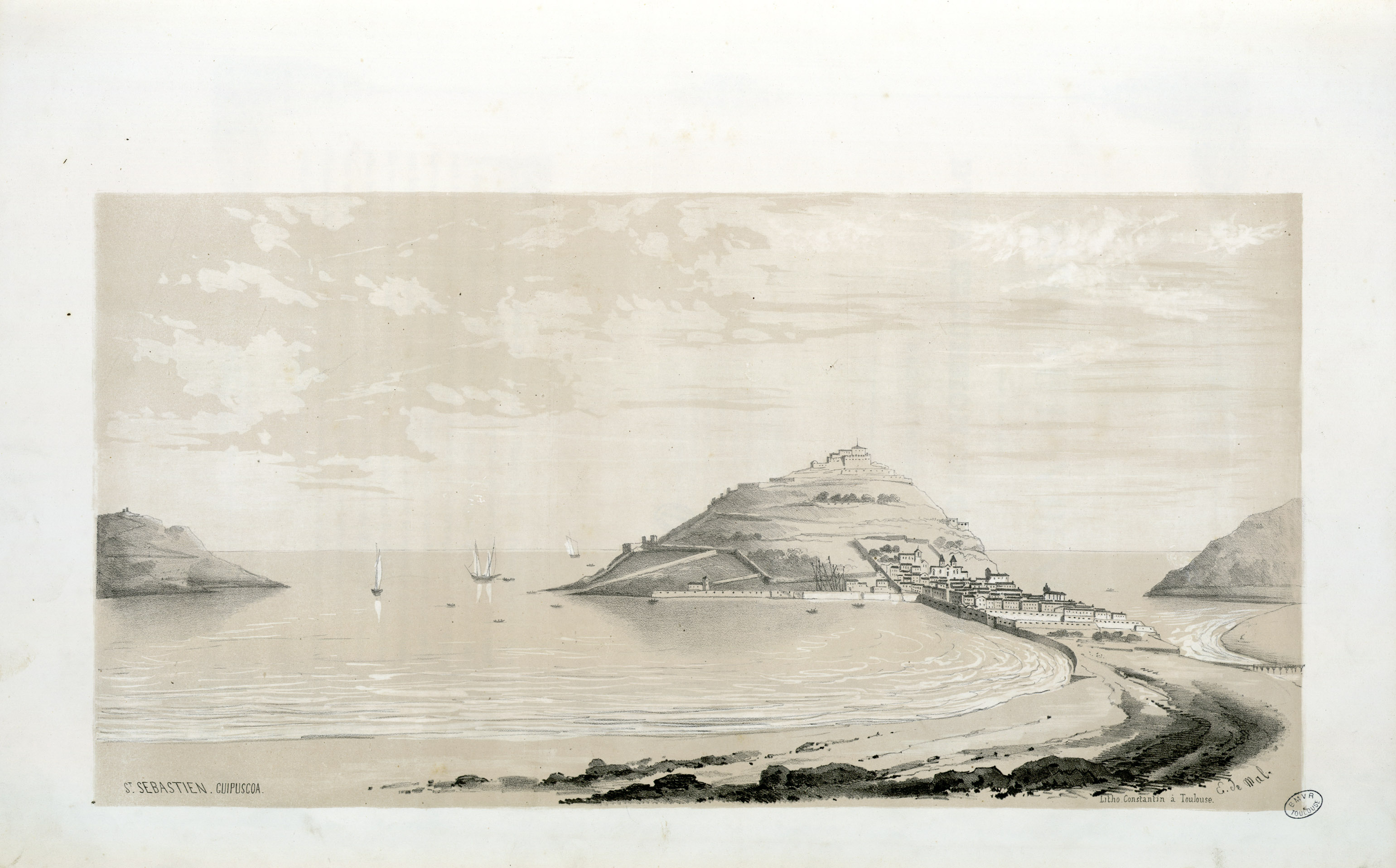
Saint-Sébastien en 1843, par Eugène de Malbos

## Géographie
Les communes limitrophes sont Astigarraga, Errenteria, Lasarte-Oria, Orio, Pasaia, Usurbil, Andoain, Hernani, Zizurkil et Arano.
La ville est située sur la côte basque espagnole entre le port industriel de Pasaia et la ville d'Orio, à 20 km de la France et à 38 km de la ville de Biarritz, sur les bords de la mer Cantabrique. La ville se développe originellement sur la rive ouest de l'estuaire du fleuve Urumea au pied de l'un de nombreux monts qui jalonnent le relief de la ville aujourd'hui, le mont Urgull. La ville s'est étendue depuis le long des deux baies se trouvant l'une à l'ouest, autour de plage de la Concha jusqu'au mont Igueldo et coté oriental de l'estuaire de l'Urumea jusqu'au mont Ulia, le long de la plage de Zurriola. L'implantation urbaine se déploie enfin vers le sud jusqu'au pied des premières hauteurs de la chaine côtière issue du plissement pyrénéen qui travers le Guipuscoa jusqu'à Santander. Cette chaine comprend d'autres monts en regard des promontoires côtiers dont le plus haut, Urdaburu (602 m), dans un enclave éponyme. Bien que le relief soit accidenté on trouve quelques zones planes d'une certaine ampleur dans les vallées, plaines où s'est concentrée une bonne partie du noyau urbain.
Finalement, la ville s'étend principalement à l'embouchure du fleuve Urumea, autour d'une baie dominée par les monts Igueldo, Urgull et Ulia, et fermée en partie par l'île de Santa Clara.

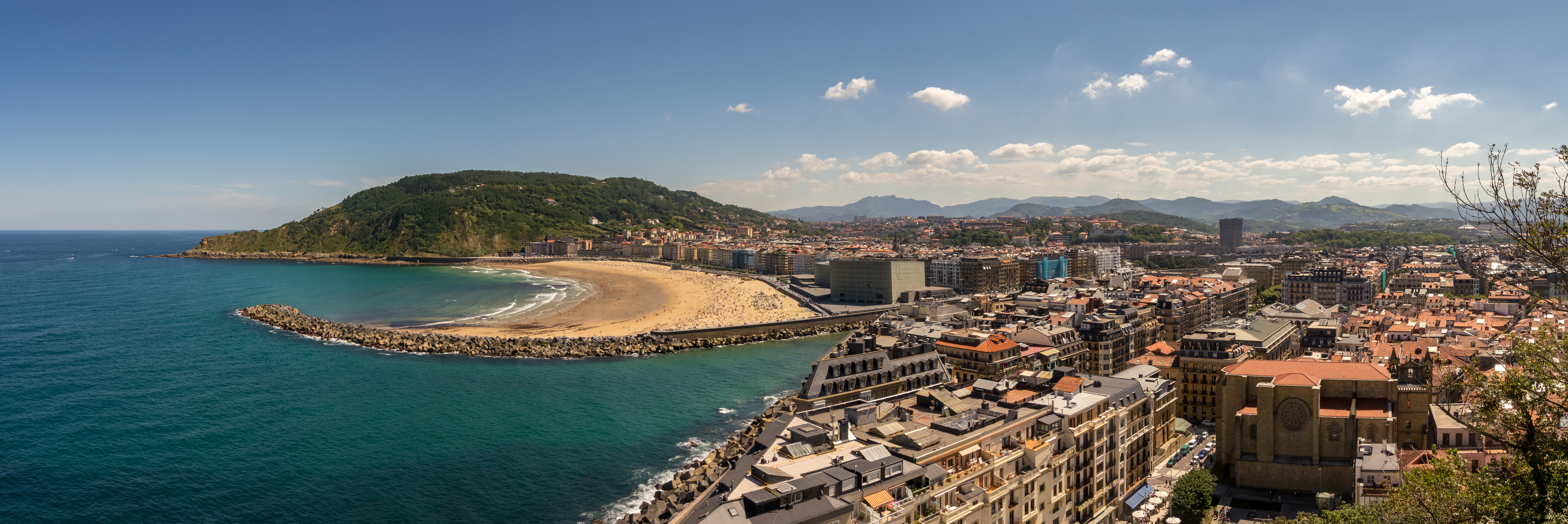
Vue générale de la ville, avec la plage de Zurriola et le débouché du fleuve Urumea. Septembre 2012.

## Plages

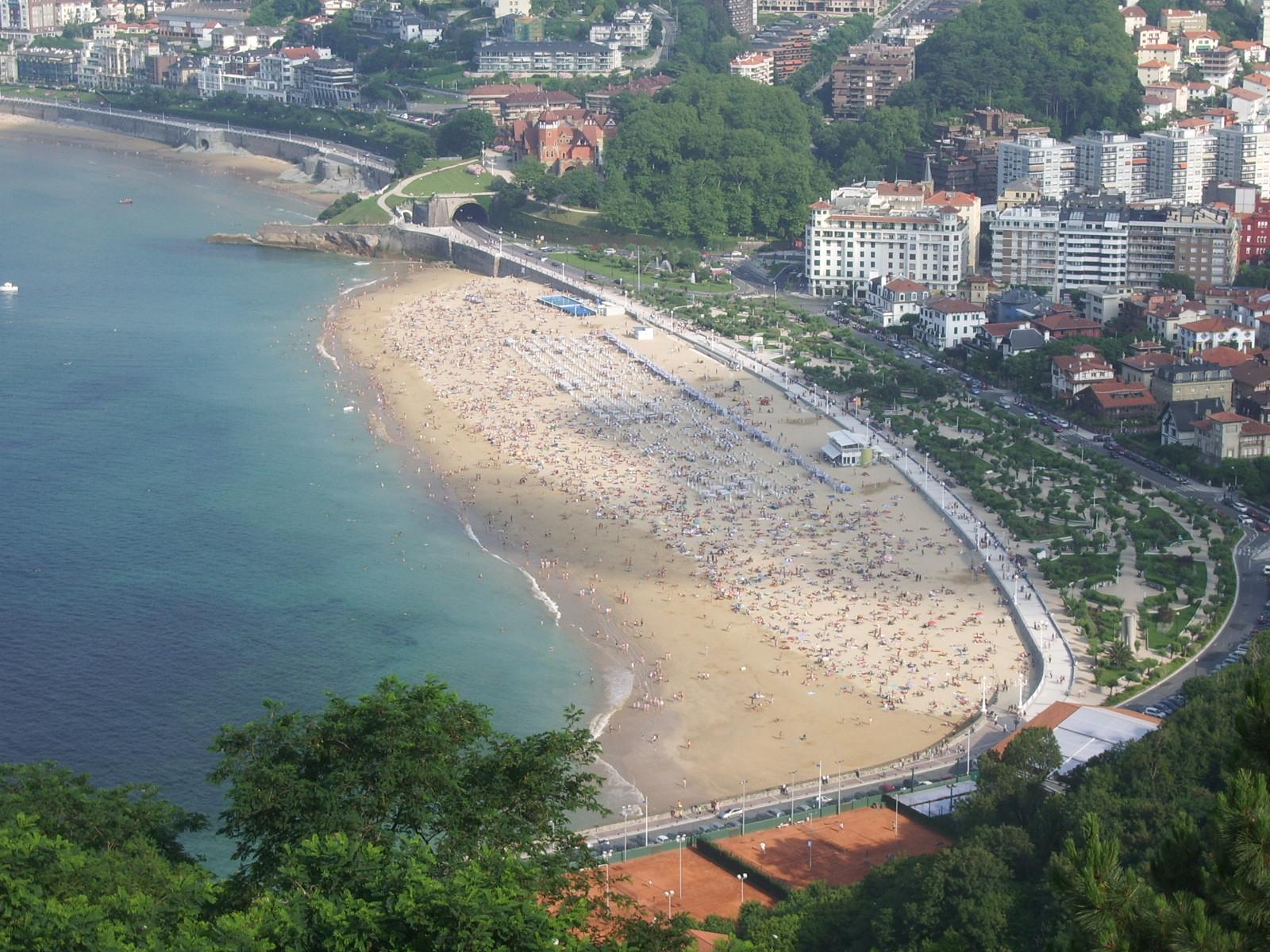
La plage d'Ondarreta vue depuis le mont Igeldo

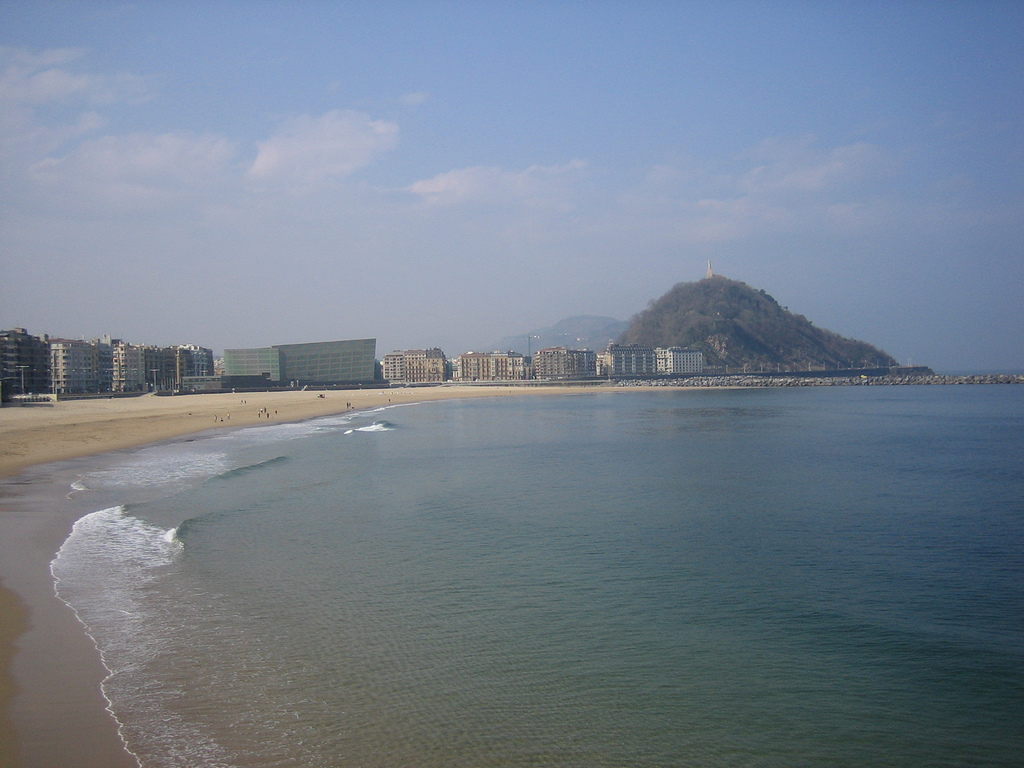
Vue de la plage de Zurriola depuis Sagues, avec le Kursaal au fond

La ville est composée de trois plages urbaines : Ondarreta, plage de la Concha et Zurriola, les deux premières situées dans la Baie de la Concha et la troisième de l'autre côté de la rivière Urumea. Les trois sont comprises dans un même système de gestion environnementale, qui essaye de garantir une utilisation soutenable de ces dernières.
- La Concha : c'est une des plages urbaines des plus célèbres d'Espagne. Elle a une longueur de 1 350 m et une largeur moyenne de 40 m. De même que celui des deux autres plages, son sable est fin. Elle possède 38 douches, locations d'abris et chaises plage ainsi que des douches et vestiaires. Proche de cette plage il y a un parking (parking Kontxa). Sur les bords de la plage on trouve la station thermale de la Perla, l'ancienne Maison royale des Thermes (Casa Real de Baños) et le Club nautique royal (Real Club Náutico), bâtiments qui, avec la célèbre grille longeant la plage, les élégants réverbères, deux grandes horloges du début du siècle et le Palais de Miramar (Palacio de Miramar), qui ferme par l'ouest, forment une plage élégante et singulière[18].
- Ondarreta : située entre le palais de Miramar (Palacio de Miramar) et le mont Igeldo, elle est la plus petite des trois plages. D'allure plus informelle que La Concha, il s'agit d'une plage de coupe moins urbaine. Dans la promenade qui la touche il y a des jardins dans lesquels on peut trouver une statue en honneur à la reine María Cristina. Elle a une longueur de 600 m[19].
- Zuriola : avec une longueur de 800 m, c'est la plage la plus ouverte à la mer et avec une montée subite plus forte, elle est fréquentée par les jeunes et les surfeurs. En 1994 on a mené à bien une restructuration de la plage, jusqu'alors pratiquement inutilisable, avec la construction d'une digue qui a réduit le danger des eaux et permis l'amélioration générale de la qualité du sable et de l'eau. La pratique du naturisme y est autorisée depuis 2004[20].

Outre ces trois plages, on trouve aussi la petite plage qui se forme à marée basse dans l'île de Santa Clara, à laquelle on peut accéder en bateau les mois d'été, ou à la nage, car à elle est 500 m de celle d'Ondarreta.

### Climat

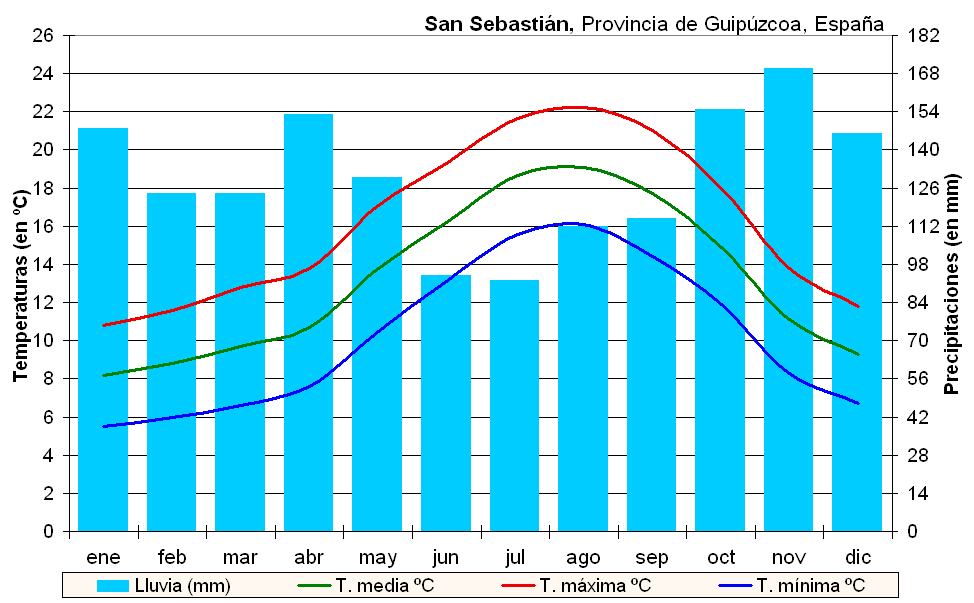
Diagramme climatique de Saint-Sébastien

Saint-Sébastien, qui possède un climat océanique, est une des villes les plus pluvieuses d'Espagne (voir le Diagramme climatique). Les pluies sont abondantes à toutes les saisons de l'année, particulièrement en automne, les problèmes d'approvisionnement d'eau étant inexistants. En 2007, Saint-Sébastien a été la ville avec la plus forte pluviométrie d'Espagne, avec 1 536,1 millimètres, données dont dispose l'Institut national de la statistique, repris dans son annuaire statistique. Les précipitations de neige sont faibles (une par an) et le nombre de jours de gelée varie généralement entre cinq et dix par an. Les galernes sont relativement habituelles. Début d'octobre, les marées aux vagues importantes et subites sont fréquentes ce que les Donostiar (gentilé de Saint-Sébastien) appellent mareas vivas/marea biziak.
Les températures sont douces et tempérées (avec une moyenne de 15 °C), bien que les mois de juin à septembre la grande quantité d'humidité (située autour de 65-70 % la plupart des jours de l'année) provoque des sensations thermiques d'une plus grande chaleur. Les jours où souffle le vent du sud (qui provoque l'effet de foehn) élève ces températures jusqu'à 20 °C en plein hiver et jusqu'à 37−38 °C en été, en diminuant considérablement l'humidité (bien que cette situation en été ne dure généralement que quelques jours ou quelques heures, interrompue par un changement de vent de NW, qui provient du golfe de Gascogne. Ce phénomène est la galerne et est accompagné d'une diminution brutale des températures et, occasionnellement accompagné de nuages, orages ou brouillards marins.
En situation d'arrivée d'air froid en provenance d'Europe, Saint-Sébastien est une des premières villes à subir le froid et c'est généralement la capitale côtière espagnole la plus touchée vue sa proximité avec la France. Ceci est dû au fait que les vents n'ont pas de parcours maritime et par conséquent ils sont moins tempérés que dans d'autres villes, raison pour laquelle il n'est pas rare de voir la plage de la Concha couverte de neige. Les températures extrêmes de Saint-Sébastien sont de 40 °C et de −13 °C, toutes les deux prises dans l'aéroport (situé à Fontarrabie).
Températures moyennes, absolues et des précipitations à Saint-Sébastien (aéroport de Fontarrabie) :
| Paramètres climatiques moyens de Saint-Sébastien (aéroport) | Paramètres climatiques moyens de Saint-Sébastien (aéroport) | Paramètres climatiques moyens de Saint-Sébastien (aéroport) | Paramètres climatiques moyens de Saint-Sébastien (aéroport) | Paramètres climatiques moyens de Saint-Sébastien (aéroport) | Paramètres climatiques moyens de Saint-Sébastien (aéroport) | Paramètres climatiques moyens de Saint-Sébastien (aéroport) | Paramètres climatiques moyens de Saint-Sébastien (aéroport) | Paramètres climatiques moyens de Saint-Sébastien (aéroport) | Paramètres climatiques moyens de Saint-Sébastien (aéroport) | Paramètres climatiques moyens de Saint-Sébastien (aéroport) | Paramètres climatiques moyens de Saint-Sébastien (aéroport) | Paramètres climatiques moyens de Saint-Sébastien (aéroport) | Paramètres climatiques moyens de Saint-Sébastien (aéroport) |
| Mois                                                        | Jan.                                                        | Fév.                                                        | Mars                                                        | Avril                                                       | Mai                                                         | Juin                                                        | Juil.                                                       | Août                                                        | Sept.                                                       | Oct.                                                        | Nov.                                                        | Déc.                                                        | Annuelle                                                    |
| ----------------------------------------------------------- | ----------------------------------------------------------- | ----------------------------------------------------------- | ----------------------------------------------------------- | ----------------------------------------------------------- | ----------------------------------------------------------- | ----------------------------------------------------------- | ----------------------------------------------------------- | ----------------------------------------------------------- | ----------------------------------------------------------- | ----------------------------------------------------------- | ----------------------------------------------------------- | ----------------------------------------------------------- | ----------------------------------------------------------- |
| Température maximale moyenne (°C)                           | 13                                                          | 14                                                          | 15                                                          | 17                                                          | 20                                                          | 22                                                          | 25                                                          | 25                                                          | 24                                                          | 20                                                          | 16                                                          | 14                                                          | 19                                                          |
| Température minimale moyenne (°C)                           | 4                                                           | 5                                                           | 6                                                           | 8                                                           | 11                                                          | 14                                                          | 16                                                          | 17                                                          | 14                                                          | 11                                                          | 7                                                           | 5                                                           | 10                                                          |
| Température maximale absolue (°C)                           | 25                                                          | 29                                                          | 29                                                          | 32                                                          | 37                                                          | 40                                                          | 40                                                          | 40                                                          | 38                                                          | 33                                                          | 28                                                          | 26                                                          |                                                             |
| Température minimale absolue(°C)                            | -12                                                         | -13                                                         | -5                                                          | -1                                                          | 3                                                           | 5                                                           | 7                                                           | 8                                                           | 4                                                           | 0                                                           | -6                                                          | -9                                                          |                                                             |
| Précipitations (mm)                                         | 148                                                         | 124                                                         | 124                                                         | 153                                                         | 130                                                         | 94                                                          | 92                                                          | 112                                                         | 115                                                         | 155                                                         | 170                                                         | 146                                                         | 1565                                                        |
| Source : Agencia Estatal de Meteorología                    |                                                             |                                                             |                                                             |                                                             |                                                             |                                                             |                                                             |                                                             |                                                             |                                                             |                                                             |                                                             |                                                             |

## Mairie

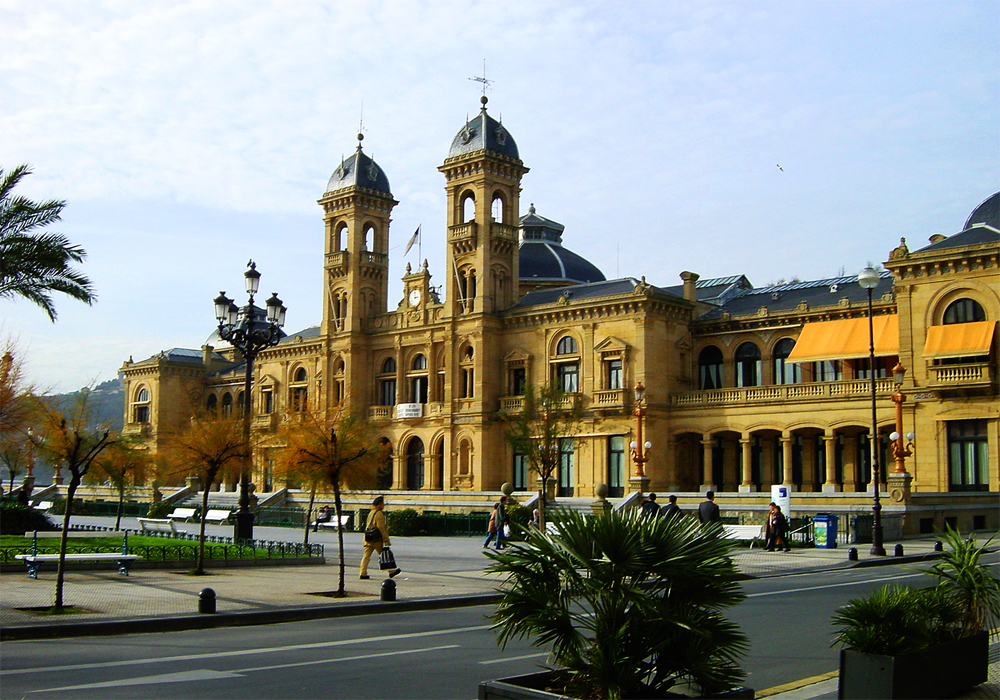
Mairie de Saint-Sébastien, ancien casino construit en 1887, vue depuis les jardins d'Alderdi Eder. s'est converti en mairie en 1946

La mairie de Saint-Sébastien est située dans l'ancien casino de la ville, sur la baie de la Concha.

### Édifice
Le bâtiment a été construit en 1887 dans les jardins d'Alderdi-Eder de Saint-Sébastien. La reine Marie-Christine de Teschen assiste à son inauguration. Il est proche du Club nautique royal (Real Club Náutico). Le casino a fermé avec l'interdiction du jeu en 1924.
Le 14 avril 1928 on est arrivé à un accord pour ouvrir dans ce bâtiment le Centre d'attraction et de tourisme (Centro Atracción et de Turismo). Plus tard il sera transféré à un bâtiment annexe de l'hôtel María Cristina.
Le 20 janvier 1945 on a transféré la mairie à ce bâtiment. Les architectes Aldai et Arizmendi ont modifié le projet initial en 1943 et ont transformé l'ancien casino en mairie. Jusqu'alors elle se trouvait (casa consistorial en espagnol) à la place de la Constitution (Plaza de la Constitución/Konstituzio plaza) dans le vieux quartier (Parte Vieja/Parte Zaharra), actuel siège de la bibliothèque municipale (Biblioteca Municipal/Udal liburutegia).

### Administration
Après une brève période, de septembre 1978 à avril 1979, où la ville a été dirigée par une commission exécutive provisoire (Comisión gestora) présidée par Ramón Jáuregui puis Iñaki Alkiza, les premières élections municipales de l'après-franquisme organisées en 1979 ont vu la victoire du PNB dont le leader Jesus María Alkain accéda à la mairie,. En 1983, ce parti a obtenu de nouveau sa majorité, cette fois en la personne de Ramón Labayen. En 1987, Xabier Albistur d'Eusko Alkartasuna a été élu avec la majorité puis, en 1991, Odón Elorza est devenu le premier maire socialiste de la ville grâce à l'aide du Parti populaire, bien que Eusko Alkartasuna ait obtenu le plus grand nombre de sièges. Le PSOE occupe la mairie depuis lors, et à partir de 1999 avec la majorité des suffrages et des sièges.
En mai 2007, les socialistes ont obtenu 11 sièges sur les 27 du Conseil municipal, soit trois de moins que la majorité absolue. Le Parti populaire avec 6 élus est devenu la deuxième force politique cependant que le PNV en obtenait 5, EB-Aralar (coalition entre Ezker Batua et Aralar) 3 et EA 2 élus. Pour diriger la ville, une coalition regroupant le PSE-EE/PSOE, EB-Aralar et Alternatiba a été formée,.
Enfin, les élections municipales du 22 mai 2011, marquées partout en Espagne par une lourde défaite des socialistes, ont vu la victoire de Bildu, nouvelle alliance indépendantiste basque qui regroupe EA, Alternatiba et des indépendants, qui a obtenu 8 sièges. Les socialistes sont arrivés en deuxième position avec 7 sièges, suivis du Parti populaire et du PNV qui obtiennent chacun 6 sièges.
| Période         | Maire                | Parti politique |
| --------------- | -------------------- | --------------- |
| 1979 - 1983     | Jesús María Alkain   | EAJ/PNV         |
| 1983 - 1987     | Ramón Labayen        | EAJ/PNV         |
| 1987 - 1991     | Xabier Albistur      | EA              |
| 1991 - 2011     | Odón Elorza          | PSOE            |
| 2011 - 2015     | Juan Karlos Izagirre | Bildu           |
| 2015 - en cours | Eneko Goia           | EAJ/PNV         |

Composition du Conseil municipal de Saint-Sébastien depuis les élections de 1979
| Partis ou coalitions                                                                                          | Mandatures | Mandatures | Mandatures | Mandatures | Mandatures | Mandatures                | Mandatures                | Mandatures | Mandatures             |
| Partis ou coalitions                                                                                          | 1979-1983  | 1983-1987  | 1987-1991  | 1991-1995  | 1995-1999  | 1999-2003                 | 2003-2007                 | 2007-2011  | 2011-2015              |
| Parti nationaliste basque (EAJ-PNV)                                                                           | 9          | 10         | 3          | 4          | 3          | 7                         | 9                         | 5          | 6                      |
| Herri Batasuna (HB) Euskal Herritarrok (EH)                                                                   | 6          | 5          | 6          | 5          | 4          | 5                         | -                         | -          |                        |
| Coordination indépendante Coalition populaire Parti populaire                                                 | 5          | 3          | 2          | 5          | 7          | 6                         | 7                         | 6          | 6                      |
| Parti socialiste du Pays basque-PSOE (PSE-PSOE) / Parti socialiste du Pays basque-Gauche basque-PSOE (PSE-EE) | 4          | 7          | 5          | 5          | 7          | 9                         | 10                        | 11         | 7                      |
| Euskadiko Ezkerra (EE)                                                                                        | 3          | 2          | 4          | 2          | -          | -                         | -                         | -          | -                      |
| Eusko Alkartasuna (EA)                                                                                        | -          | -          | 7          | 6          | 5          | - (coalition avec le PNV) | - (coalition avec le PNV) | 2          | - (intégré dans Bildu) |
| Parti communiste basque (EPK-PCE) / Ezker Batua Berdeak (EBB)                                                 | 0          | 0          | 0          | 0          | 1          | 0                         | 1                         | 0          | 0                      |
| Aralar | -          | -          | -          | -          | -          | -                         | 0                         | 3          | -                      |
| Bildu | -          | -          | -          | -          | -          | -                         | -                         | -          | 8                      |

## Intercommunalité
La commune fait partie de l'Eurocité basque Bayonne - San Sebastián.

## Démographie

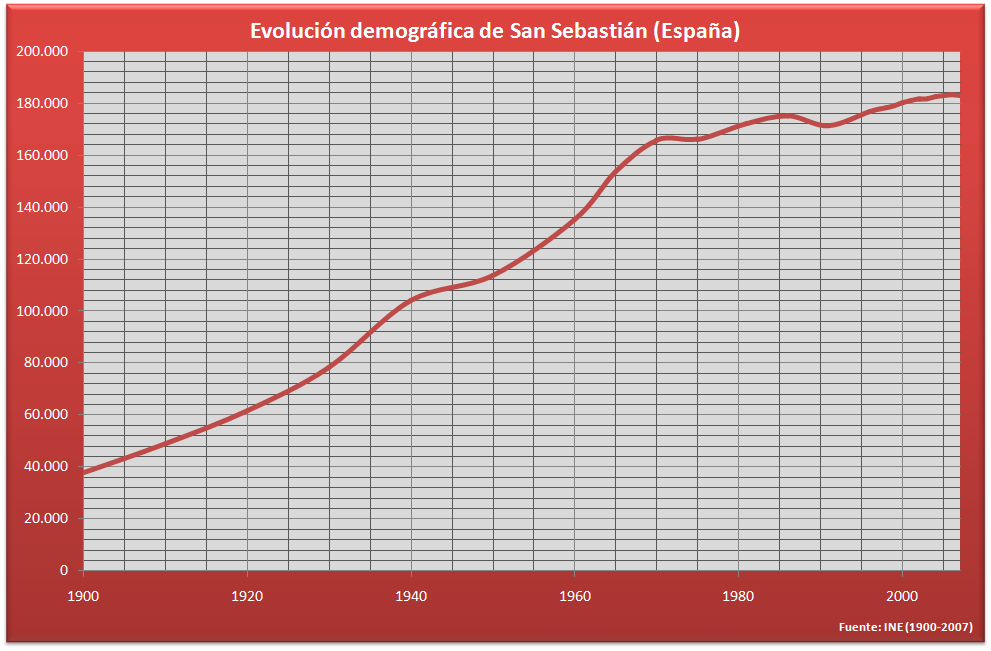
Évolution démographique de Saint-Sébastien (1900-2007)

La population a crû de manière progressive tout au long du XXe siècle. Entre 1900 et 1930 la croissance a été régulière, doublant en à peine 35 ans (1930 de 1965). Cette hausse dans la croissance démographique atténuée par une plus petite croissance à partir de la décennie 1970, a été réduite pour la première fois dans le siècle à la fin des années 1980, à la suite de la chute généralisée de la natalité dans tout le pays.
La croissance actuelle de la population est lente, bien que le phénomène de l'immigration, encore naissante dans la ville (les immigrants, en 2006, arrivent à 5 % des « empadronados » (?), selon la Sociedad de Fomento de l'Ayuntamiento de Saint-Sébastien), peut influencer une hausse de la croissance démographique. Selon les dernières données, au 1er janvier 2006, la population totale est de 183 308 habitants, dont 97 192 sont des femmes (53 %) et 86 116 hommes (47 %).
Depuis 1900, l'évolution démographique de Saint-Sébastien a été :
| 1900   | 1910   | 1920   | 1930   | 1940    |
| ------ | ------ | ------ | ------ | ------- |
| 37 812 | 49 008 | 61 774 | 78 432 | 103 979 |

| 1950    | 1960    | 1970    | 1981    | 1991    |
| ------- | ------- | ------- | ------- | ------- |
| 113 776 | 135 149 | 165 829 | 175 576 | 176 019 |

| 2001    | 2010    | 2020    | - | - |
| ------- | ------- | ------- | - | - |
| 181 064 | 185 506 | 188 240 | - | - |

| Histogramme de l'évolution démographique de Saint-Sébastien |         |
| \| 1900 \| 37 812 \| \| 1910 \| 49 008 \| \| 1920 \| 61 774 \| \| 1930 \| 78 432 \| \| 1940 \| 103 979 \| \| 1950 \| 113 776 \| \| 1960 \| 135 149 \| \| 1970 \| 165 829 \| \| 1981 \| 175 576 \| \| 1991 \| 176 019 \| \| 2001 \| 181 064 \| \| 2010 \| 185 506 \| \| 2020 \| 188 240 \| |         |
| 1900 | 37 812  |
| 1910 | 49 008  |
| 1920 | 61 774  |
| 1930 | 78 432  |
| 1940 | 103 979 |
| 1950 | 113 776 |
| 1960 | 135 149 |
| 1970 | 165 829 |
| 1981 | 175 576 |
| 1991 | 176 019 |
| 2001 | 181 064 |
| 2010 | 185 506 |
| 2020 | 188 240 |

## Quartiers

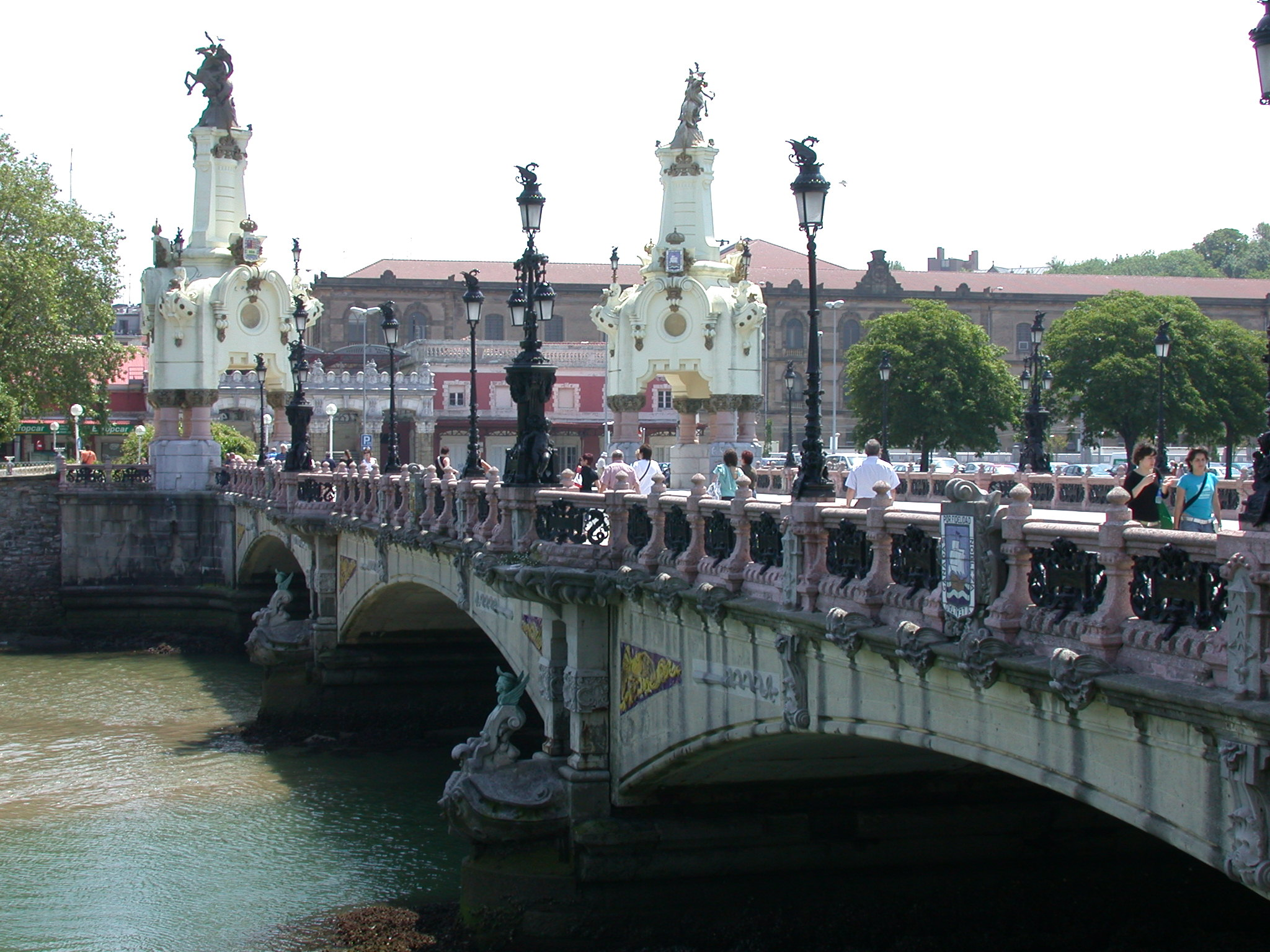
Le pont María Cristina, avec la gare du Nord

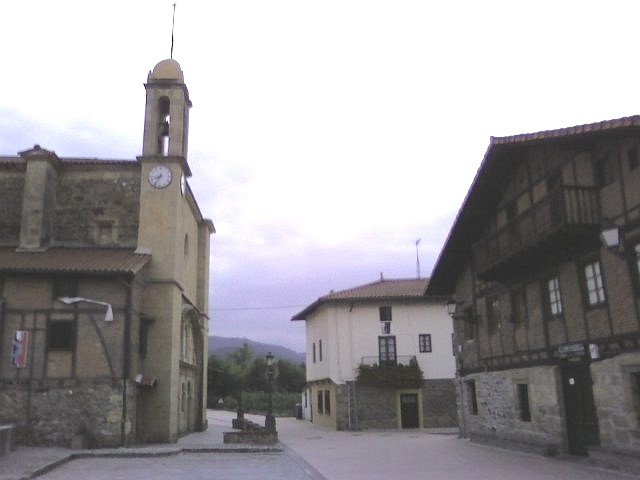
Le quartier de Zubieta

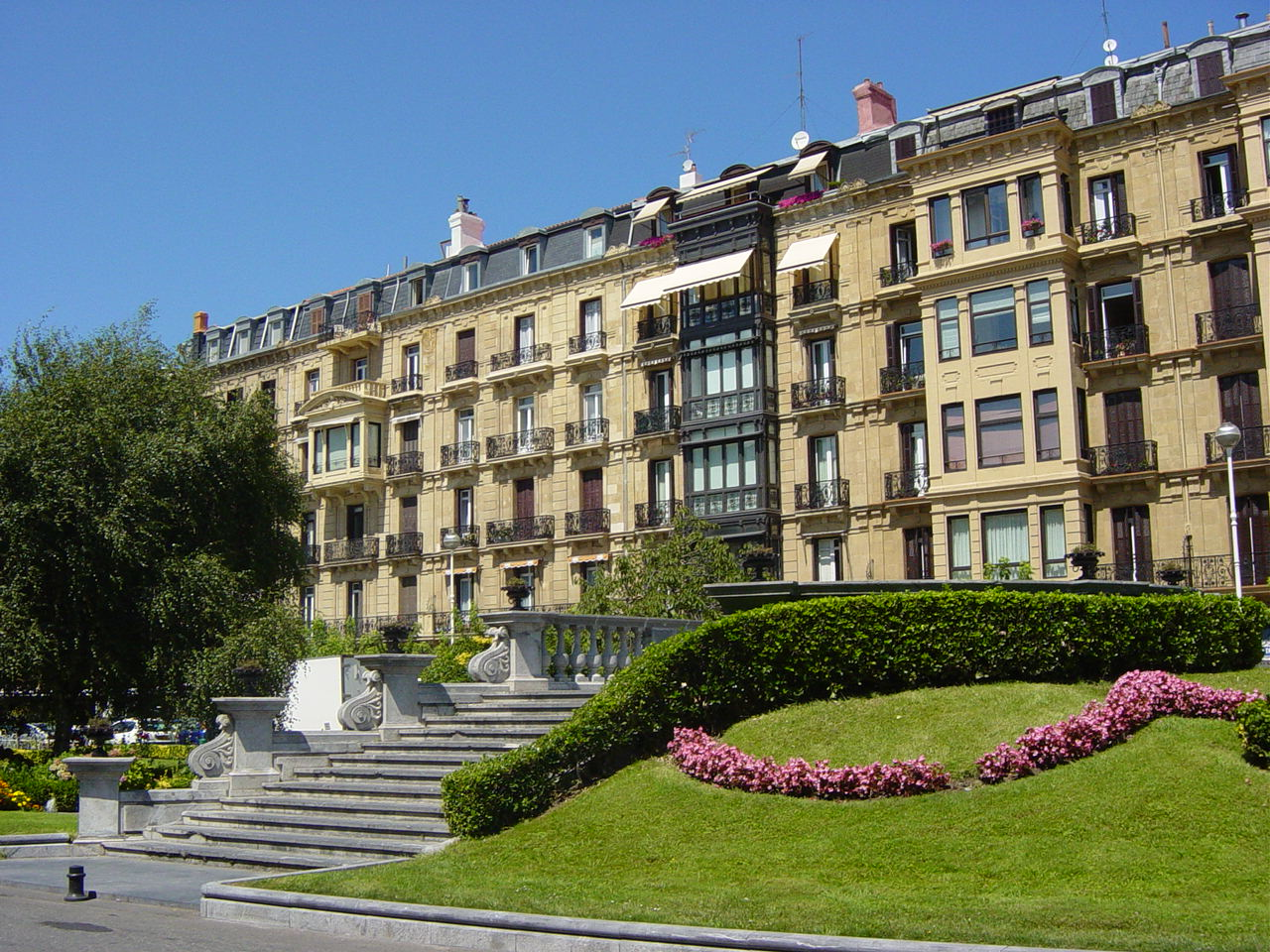
Les façades de la rue Reina Regente, face au théâtre Victoria Eugenia

- Aiete : quartier éminemment résidentiel situé dans une petite montagne dans le centre de la ville. Dans ce quartier on trouve le palais d'Aiete (dans le parc d'Aiete) et le Palai Arbaizenea. Dans la zone de Miramon, qui est contiguë la commune de Hernani, on trouve le parc technologique de Saint-Sébastien.
- Altza: c'est le quartier le plus densément peuplé de la ville. D'origine rurale, il a eu une grande croissance durant les années 1960 étant donné l'immigration. Il a été intégré à Saint-Sébastien comme quartier en 1939. Son noyau de population plus importante est la zone de Herrera, qui est contiguë à la commune de Pasaia.
- Amara Berri ou Amara Nuevo : principal quartier résidentiel de la ville, a été construit par une extension vers la décennie 1960. Au sud de ce quartier on trouve la ville sportive d'Anoeta, qui inclut le stade d'Anoeta.
- Amara Zaharra ou Amara Viejo : quartier apparu à la fin du XIXe siècle avec le développement du chemin de fer. Les habitants de ce quartier présentent une moyenne d'âge parmi les plus élevées de la ville. Il est délimité par la calle Easo à l'est, el paseo de aldapeta au nord et par le paseo de Aiete à l'est.
- Antiguo : dans ce quartier est apparu le premier habitat humain de la ville. Initialement peuplé par des travailleurs, il accomplit aujourd'hui des fonctions de quartier résidentiel, ainsi que de logement touristique dans sa zone la plus proche de la baie de la Concha.
- Añorga : quartier situé dans la périphérie de Saint-Sébastien, à mi-chemin de la commune de Lasarte. Il est séparé du noyau urbain et les communications avec ce dernier sont problématiques étant donné la route n-1.
- Ategorrieta-Ulia : quartier résidentiel composé de villas seigneuriales, occupées par l'arrivée d'une population de la ville.
- Miracruz-Bidebieta : il s'agit de d'un des quartiers les plus nouveaux de la ville. Limitrophe avec Pasaia, il fait l'objet de diverses réformes structurelles destinées à améliorer leur qualité de vie et de services.
- Erdialdea ou Centro : il naît vers le milieu du XIXe siècle (après la démolition des remparts en 1864) et est le fruit de la fusion de deux projets signés par les architectes Cortázar et Saracibar. On a d'abord pris le plan général et ensuite le Boulevard de union entre la Parte Zaharra et le nouvel Ensanche. Sur ce premier projet on a effectué de nombreuses variations, comme la place du Buen Pastor/Artzain Ona (Bon berger), pour construire la nouvelle église du même nom, la rue Prim, la rue Easo, etc. Dans cette zone, le centre de la ville est au « km 0 » des routes du Guipuscoa (au croisement de l'Avenue de la Liberté, une des rues les plus importantes de la ville et son centre économique, avec la rue Hernani). Son plan octogonal ou le quadrilatère sont typiques de l'Art nouveau, qui organise les bâtiments selon des quadrilatères et des rues perpendiculaires. De fait, on considère que le centre de Saint-Sébastien est comparable, du point de vue architectural, à celui de Barcelone, Bilbao ou Paris. Le centre de Saint-Sébastien est délimité par la plage au nord-ouest, par la rue Easo à l'ouest, par le parc Araba au sud, par le fleuve Urumea à l'est et au nord par la mer.
- Egia : séparé du centre de la ville par les voies du chemin de fer, se trouve le parc Cristina Enea et le cimetière de Polloe. L'ancien terrain de football d'Atotxa était situé dans ce quartier.
- Gros : quartier avec beaucoup d'activité commerciale situé au nord est de la rivière Urumea. L'extension de la plage de Gros (Zurriola) et la création du palais des congrès et de l'auditorium Kursaal l'ont revitalisé économiquement et socialement.
- Herrera : quartier situé à 3 km de Saint-Sébastien sur la N-1.
- Ibaeta : zone en expansion, tant pour l'utilisation industrielle que de logements. Dans ce quartier se trouve le terrain universitaire de l'Université du Pays Basque et le terrain technologique (Tecnun) de l'Université de Navarre.
- Igeldo : municipalité éloignée du noyau urbain et située sur le mont éponyme. Un autobus urbain régulier le relie au centre de la ville. Sur ses flancs existe un parc d'attractions du même nom, construit au début du XXe siècle. Le parc est accessible par un funiculaire inauguré en 1912[29]. Depuis le sommet de ce quartier on a une vue complète de la baie.
- Intxaurrondo : divisé en parties vieille et nouvelle, il concentre une grande partie de la population donostiarra.
- Loiola : dans ce quartier on trouve la caserne militaire. Les rivages de la rivière Urumea à la hauteur de Loyola se trouvent en processus de construction d'une extension de leur noyau résidentiel.
- Martutene : quartier où on trouve la prison éponyme. Fait l'objet  avec Loiola, de travaux et d'améliorations.
- Mirakontxa : le cadre privilégié dans lequel il se trouve, face à la baie de la Concha, a conditionné sa configuration, depuis la fin du XIXe siècle, comme une zone résidentielle de luxe. Elle est occupée, pour la plupart, par des petits palais entourés d'espaces verts. Sa création répond à la demande de résidences secondaires de qualité de la population en villégiature à ces dates à Saint-Sébastien et de ses classes nobiliaires. Dans cette zone on trouve le Palacio Municipal de Miramar, ancien palais royal.
- Miramon-Zorroaga : en étant contigu à la commune d'Hernani, dans ce quartier se situe le Parque Técnológico de Saint-Sébastien et l'hôpital Donostia.
- Parte Zaharra ou Parte Vieja : c'est le second quartier le plus ancien de la ville après l'Antiguo et où se situe le port de pêche. Selon une ancienne tradition, ses habitants se divisent entre joxemaritar (ceux nés avec l'église de Santa Maria) et koxkero (ceux nés avec l'église de San Bizente). Depuis ce quartier on a accès au mont Urgull.
- Riberas de Loiola : contigu aux quartiers de Loiola et d'Amara, c'est un quartier qui se trouve actuellement en construction.
- Zubieta : ce quartier est divisé entre les territoires municipaux de Saint-Sébastien et d'Usurbil. Ici se trouvent les installations sportives de la Real Sociedad, club de football, ainsi que l'hippodrome de Saint-Sébastien.

### Enclaves
Saint-Sébastien possède trois enclaves :
- Urdaburu : situé à la frontière navarraise,
- Zubieta : quartier partagé avec Usurbil,
- Landarbaso : terrain situé près d'Astigarraga, où on a planifié la construction d'un incinérateur de résidus solides.

Outre ses propres enclaves, la mairie de Saint-Sébastien possède la propriété d'Artikutza, située en territoire navarrais, dans le territoire municipal de Goizueta. Là se trouve un barrage (au point le plus pluvieux de la péninsule Ibérique) et il a une grande valeur écologique. Sa surface, de 37 km2, équivaut à plus de la moitié du territoire municipal de Saint-Sébastien.

## Économie

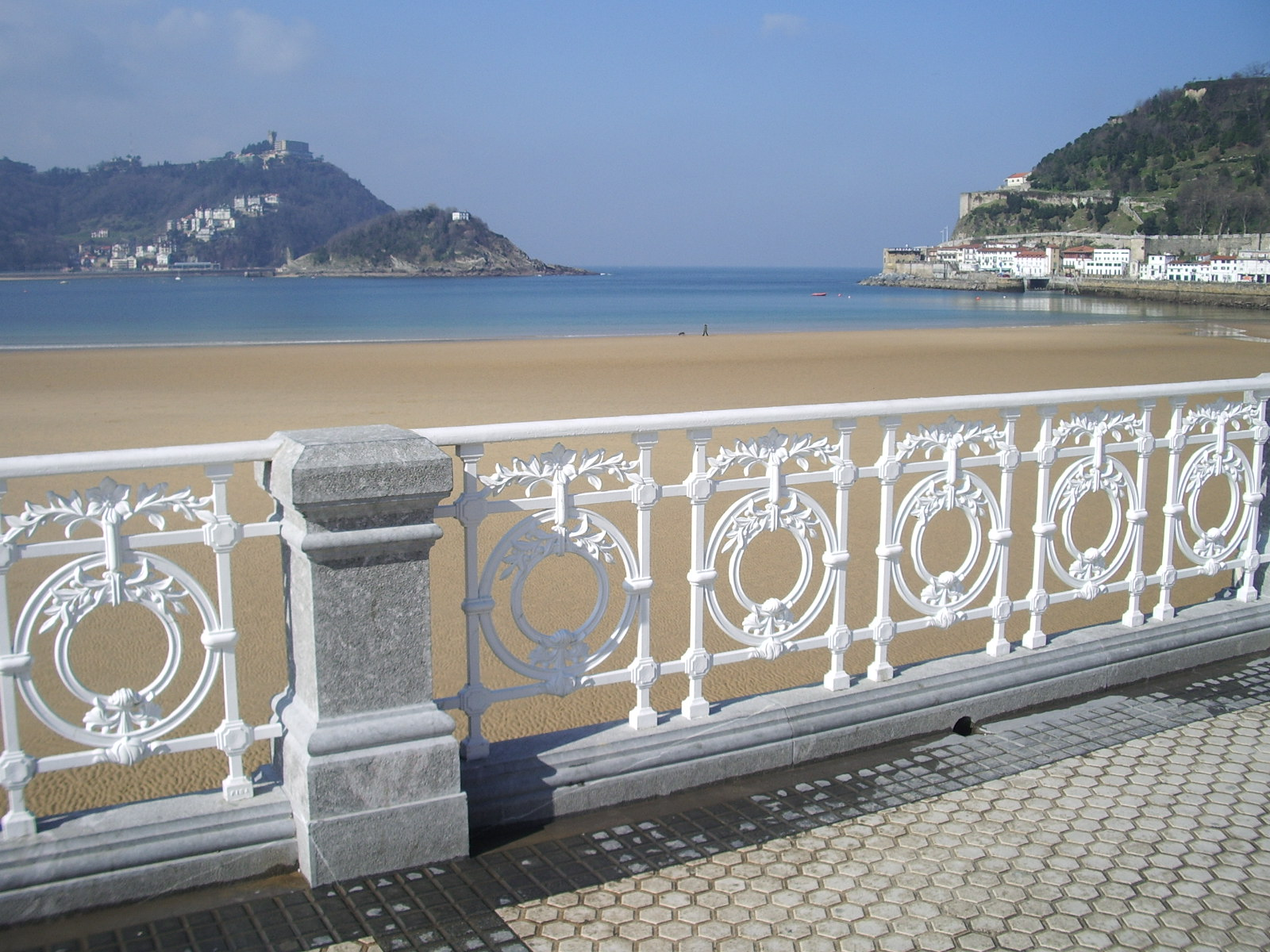
Vue de la plage de La Concha depuis les jardins de Alderdi Eder

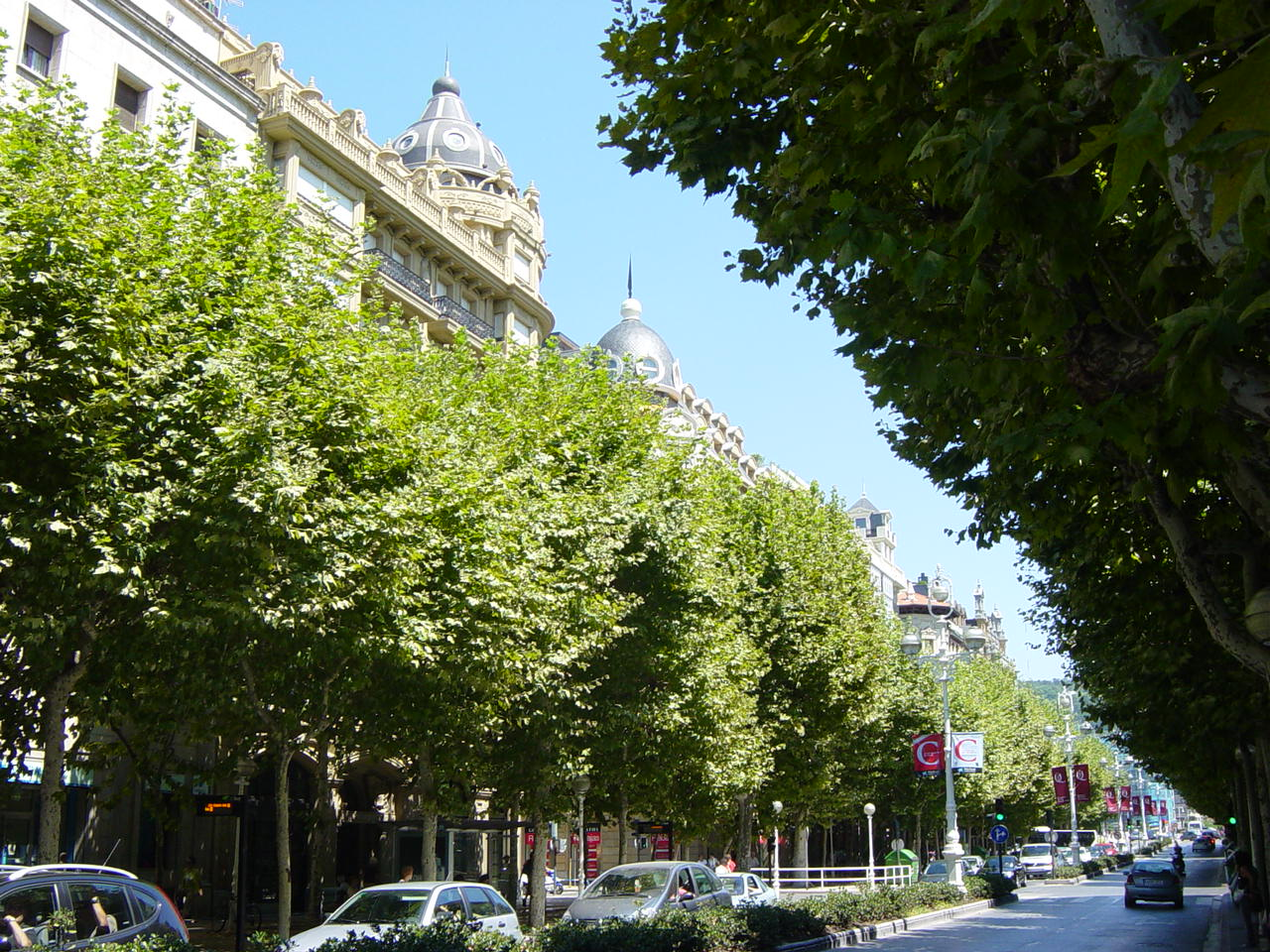
Sur l'avenue de la Liberté, 20 agences bancaires ont leurs sièges

Malgré certaines incursions dans le monde de la banque dans la seconde moitié du XIXe siècle, avec la création du Banco de San Sebastián (qui deviendra plus tard la Banque d'Espagne) ou Banco de guipuzcoano, la ville ne brillera pas par son activité bancaire, mais le fera plutôt dans le secteur du tourisme. L'élection de la ville comme lieu de repos et de vacances par la Maison Royale (Casa Real) espagnole a été le catalyseur du développement de l'activité touristique et de sa configuration conséquente architecturale, de type francisée, à partir de la démolition des remparts qui limitaient l'expansion de la ville. Quelques organismes ont été créés au début du XXe siècle pour attirer le tourisme, parmi eux la Sociedad de Fomento de Saint-Sébastien, créée sur initiative privée pour la construction d'un hôtel de luxe (l'hôtel María Cristina) et d'un théâtre (Théâtre Victoria Eugenia). Aujourd'hui encore, le tourisme est la principale activité économique de Saint-Sébastien, qui suit la même stratégie d'attraction des touristes au moyen de publicités comme les festivals d'été.
Le secteur du commerce est aussi important, une constante tout au long de l'histoire de la ville. L'activité commerciale est intense dans le Centre, surtout dans l'avenue de la Liberté, la plus grande de Saint-Sébastien et avec une grande concentration d'organismes bancaires et commerces d'importance. Les commerces familiaux du centre sont relégués, progressivement, par de grandes multinationales, dont certaines possèdent plusieurs locaux dans la ville. La proximité avec la France attire de nombreux visiteurs, qui remplissent les commerces et les grandes surfaces locales. Pour ces dernières, il en existe quatre en ville, une dans le quartier d'Amara, deux dans le centre et une quatrième, la plus grande, située entre les quartiers Altza et d'Intxaurrondo. En tout état de cause, le phénomène des grandes surfaces a été tardif, puisqu'on n'a ouvert la première de celles-ci qu'en 1996.
L'industrie, pour sa part, a peu de présence dans la ville et se concentre dans d'autres points de la province du Guipuscoa.

## Transports

### Transport urbain

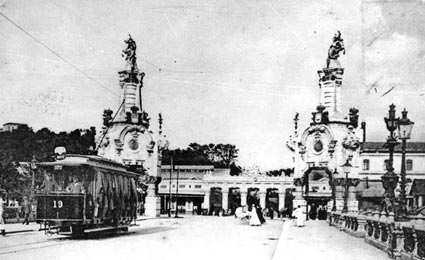
Tramway de la Compañía del Tranvía de San Sebastián, première en Espagne à électrifier tous ses services de tram, sur le pont de María Cristina en 1905

Le bidegorri (« chemin rouge » en basque, car c'est la couleur de la voie), est un des moyens de transport le plus utilisé par les donostiar. Le réseau de pistes cyclables de Saint-Sébastien dépasse les 56 kilomètres. Il est prévu d'étendre ce réseau jusqu'à atteindre une extension suffisante pour pouvoir parcourir sur celui-ci toute la ville à bicyclette. Le projet n'a pas eu un accueil unanime : certains se félicitent de ce projet, mais d'autres le critiquent parce qu'il compliquera le stationnement dans la ville et pensent que cela générera des conflits avec les piétons. Tout est déjà fait pour décourager la circulation automobile en centre-ville : nombreuses rues piétonnières, parking en surface de plus en plus réduit, interdiction (sauf dimanche) d'y stationner plus de 2 h par 24 h pour le même véhicule (identifié par son immatriculation), contrôles fréquents, nombreux parkings souterrains, mais très chers (plus de 20 euros la journée).
Les autobus urbains sont le principal moyen de transport public municipal de Saint-Sébastien. Ce service est en place, depuis 1886, la Compañía du Tranvía de Saint-Sébastien, propriété municipale, choisie la meilleure entreprise de transport urbain de voyageurs de l'Espagne en 2006. L'utilisation de l'autobus urbain par habitant est le plus élevé d'Espagne, en donnant en 2015 un indice de 153 trajets par habitant et année. Le service offre plus de 30 lignes qui couvrent toute la ville, plus un service spécial au polygone industriel d'Igara, 4 lignes de minibus et un service de taxi bus pour les hauts quartiers que ne peuvent atteindre les autobus conventionnels, ainsi que 9 lignes nocturnes les vendredi et samedis jusqu'à l'aube ainsi que des lignes de renfort pour les jours de match de football et de basket-ball.
Un funiculaire relie le quartier d'Ondarreta au mont Igeldo.

### Transport inter-urbain

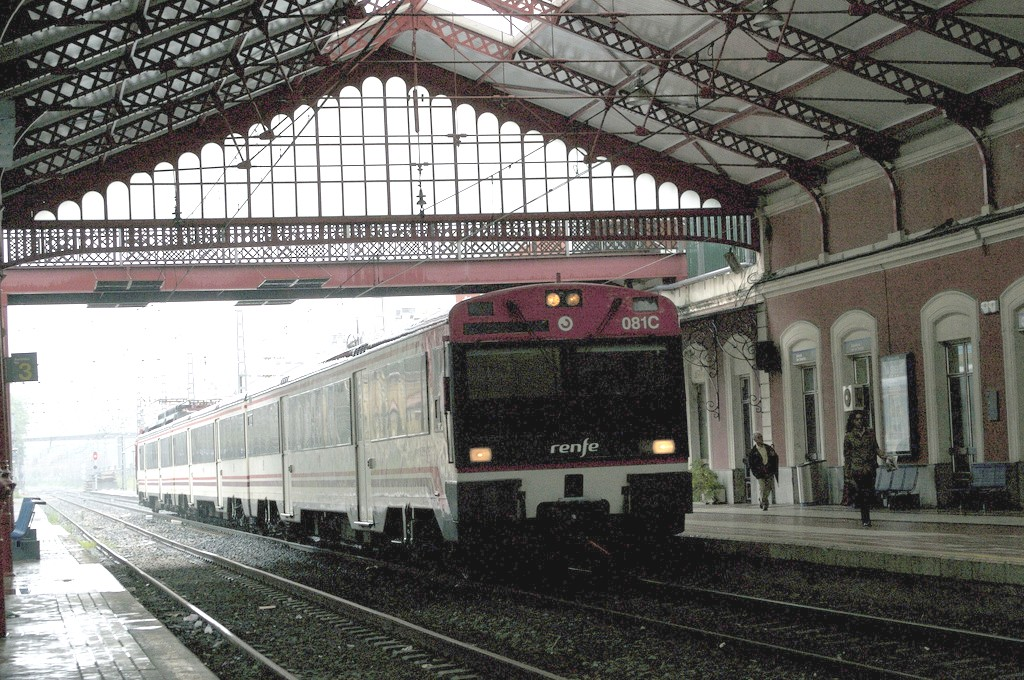
Train de la Renfe pénétrant en gare du Nord (Saint-Sébastien)

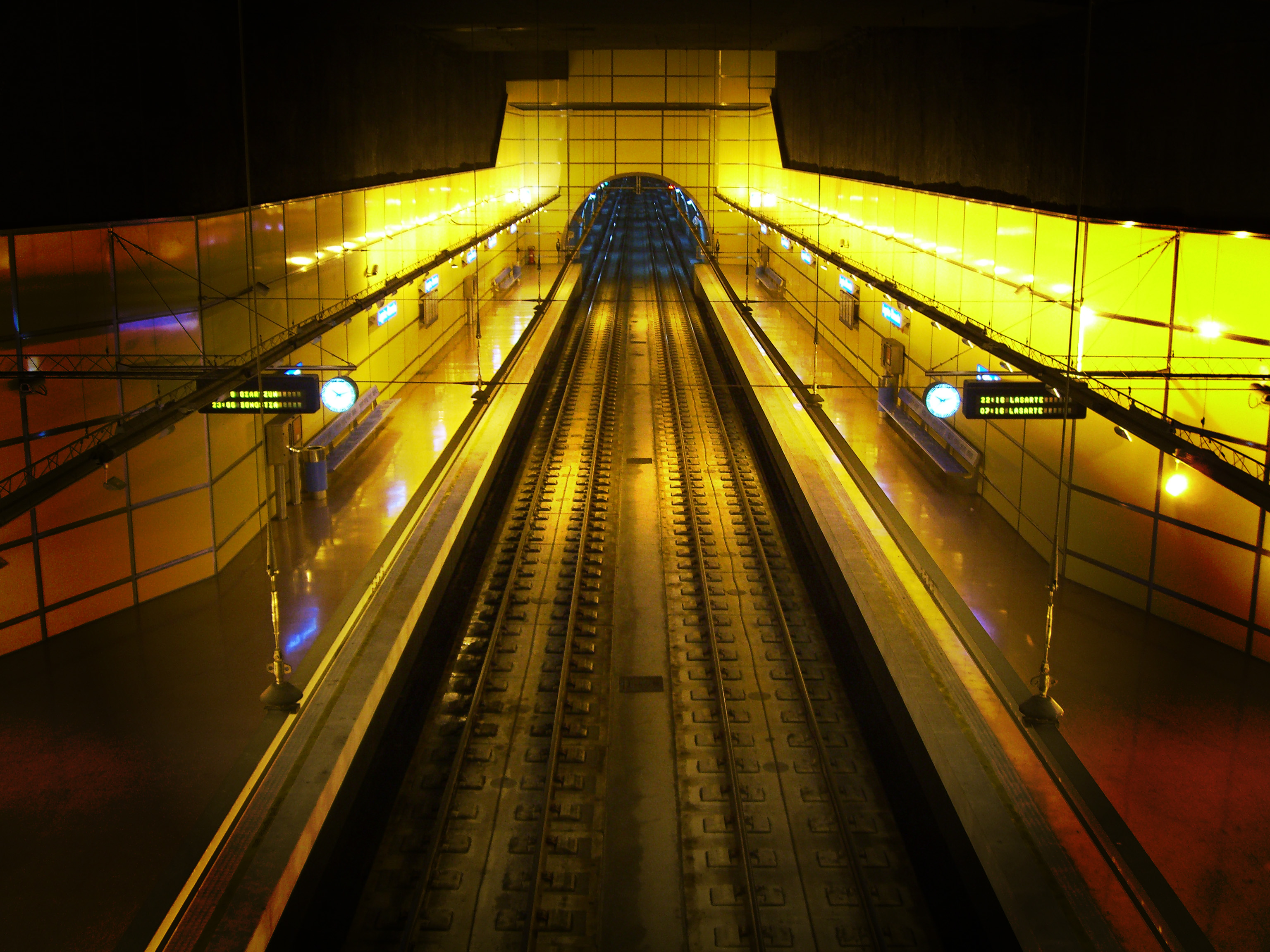
Gare du « Topo » de Euskotren à Lugaritz (Antiguo).

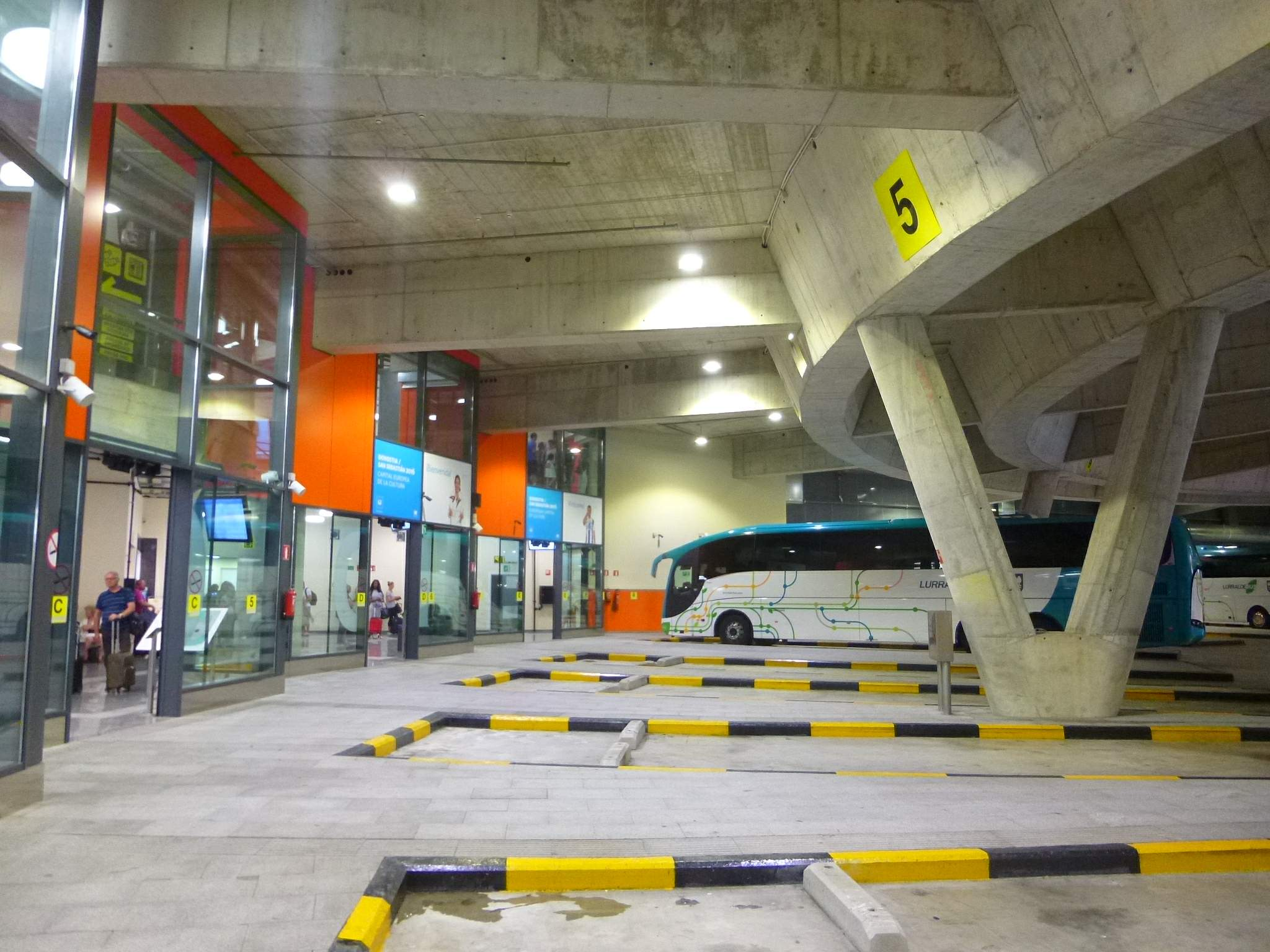
Gare d'autobus du Saint-Sébastien

On accède à la ville par la route, autoroutes et autovias suivantes :
- Autovia du Nord : Madrid - San Sebastian de los Reyes - Burgos - // - Miranda de Ebro - Armiñón - Vitoria-Gasteiz - Saint-Sébastien
- Autoroute de Cantabrie : Irun - Saint-Sébastien - Bilbao

D'autres routes d'accès à la ville sont :
- N-I Carretera del Norte N-I route du Nord : Madrid - Aranda de Duero - Burgos - Miranda de Ebro - Vitoria-Gasteiz - Saint-Sébastien - Irun - Frontière française
- N-634 Carretera del Noroeste N-634 route du Nord-Ouest : Saint-Jacques-de-Compostelle - Oviedo - Torrelavega - Bilbao - Saint-Sébastien

Pour arriver à Saint-Sébastien, il existe de nombreuses lignes d'autobus interurbains. Plusieurs lignes relient la capitale avec le reste de la province, et beaucoup d'autres la relient au reste de l'Espagne et à l'étranger. De fait, l'autobus est après la voiture, le moyen de transport le plus utilisé par les touristes qui visitent la ville (20 % d'entre eux l'utilisent). Diverses lignes nationales unissent Saint-Sébastien avec des destinations très variées. La gare routière dans laquelle s'arrêtent toutes ces lignes interurbaines se trouve sur la place Pie XII, au quartier d'Amara. On prévoit de construire une nouvelle gare routière dans le futur, dans une zone qui comprend l'actuelle gare centrale de la Renfe (gare du Nord).
Le service de train est rendu par deux compagnies :
- La Renfe (gare de Saint-Sébastien et gares Cercanías de Martutene, Loiola, Gros, Ategorrieta et Herrera).
- Euskotren, compagnie régionale qui centralise ses trains dans la gare d'Amara (Easo plaza / plaza Easo dans le quartier d'Amara Zaharra), accompagnée par celles d'Errekalde, Añorga (Añorga-Txiki), Lugaritz (Antiguo), Anoeta, Loiola et Herrera.

De la gare du Nord partent les trains longue distance. Il y a trois trains Alvia quotidiens à destination de Madrid, deux vers Barcelone, un vers Salamanque, un vers La Corogne et un train international vers Lisbonne, plus quelques trains vers Pampelune et Valladolid). Ici s'arrêtent aussi les trains de proximité de Renfe, qui relient Saint-Sébastien avec diverses villes du Guipuscoa. Il est prévu qu'à cette gare arrive le futur train à grande vitesse (TAV). De la gare d'Amara partent les trains en direction d'Irun et de la France, ceux appelés « topos » (la ligne va jusqu'à Hendaye, c'est pourquoi elle est utilisée pour prendre le TGV en direction de Paris) et Bilbao, en desservant toutes les villes importantes de la côte. Il existe également des trains directs pour Bilbao.

#### Aérien
L'aéroport de Saint-Sébastien, se trouve dans la localité frontalière de Fontarrabie. Il propose des vols quotidiens vers Madrid et Barcelone et quelques autres destinations occasionnelles. Quelque 248 000 passagers l'utilisent chaque année. L'absence de lignes de bas coût, ses dimensions réduites et l'existence de deux aéroports proches limitent les possibilités d'utilisation de cet aéroport. La Députation forale du Guipuscoa et la mairie de Saint-Sébastien maintiennent des négociations avec le Gouvernement central pour l'extension de la piste. Actuellement les compagnies Iberia et Vueling opèrent depuis cet aéroport.

## Éducation

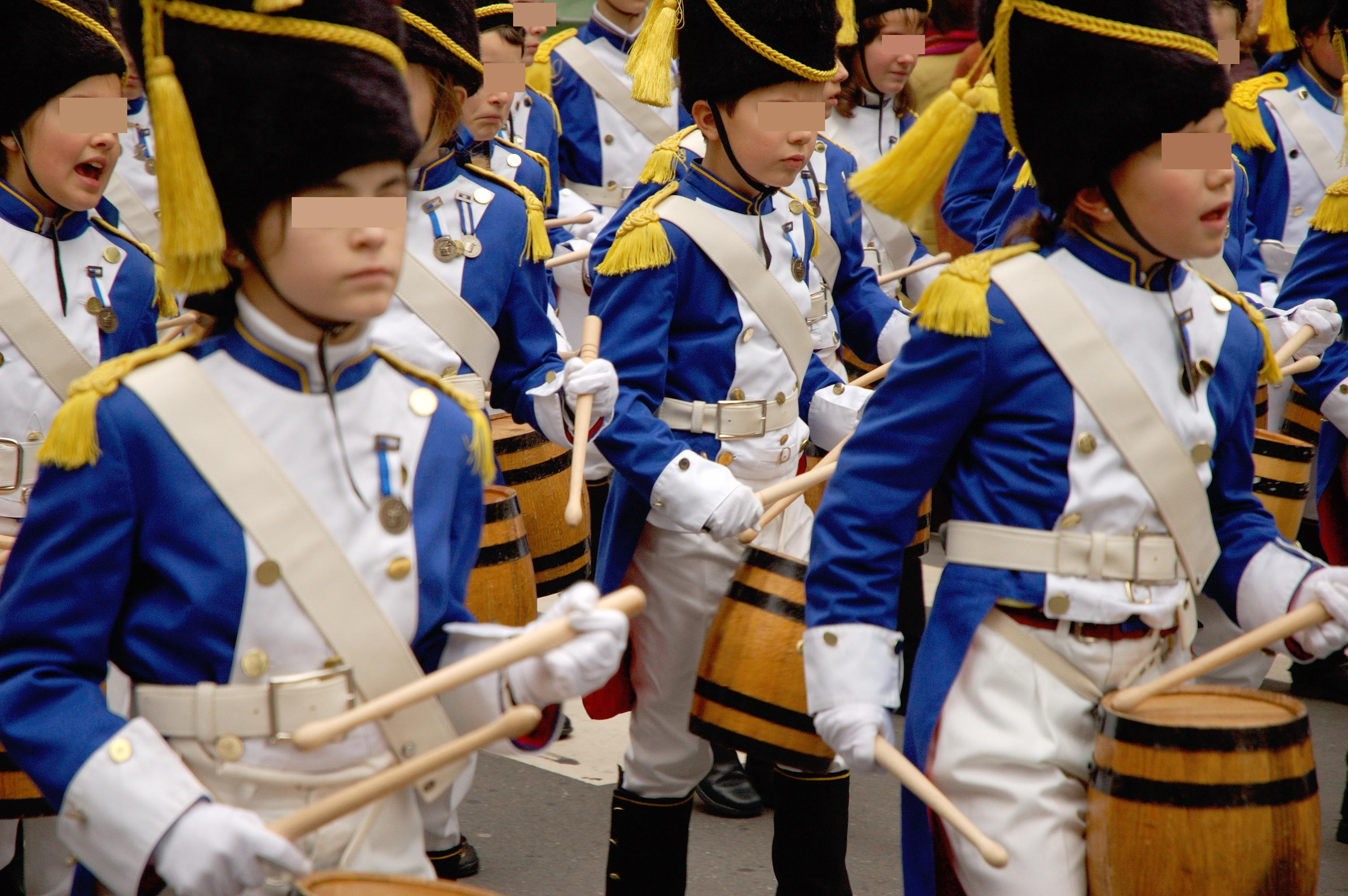
Festival Tamborrada de Saint-Sébastien.

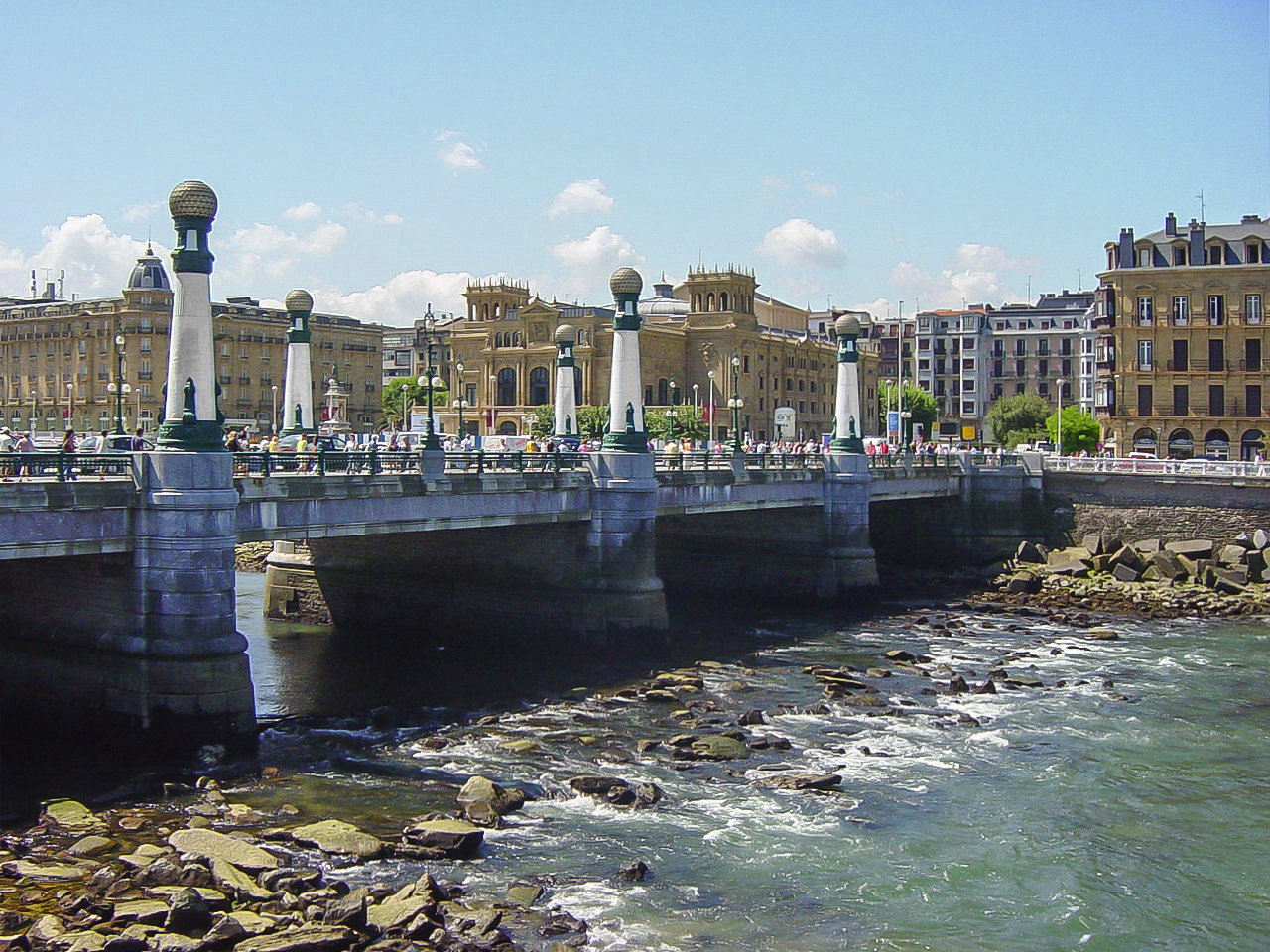
Le pont du Kursaal

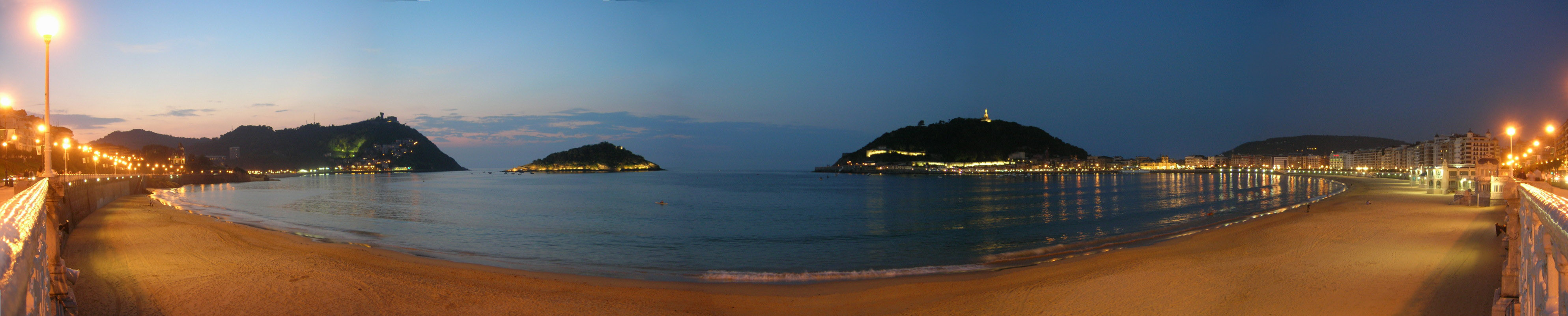
Vue panoramique de la plage de La Concha

La ville accueille de nombreux collèges privés à caractère religieux et laïque, ainsi que les écoles et instituts publics, employés par le gouvernement basque. La tradition musicale de Saint-Sébastien souligne le Conservatoire Francisco Escudero, créé en 1879 et par lequel sont passés certains des plus importants compositeurs et musiciens espagnols du XXe siècle. La ville a deux campus université, l'un privé qui est celui de l'université Deusto, l'autre publique de l'Université du Pays Basque.

## Culture

### Capitale européenne de la Culture 2016
Saint-Sébastien a été capitale européenne de la culture 2016, conjointement avec la ville polonaise de Wroclaw. Son idée phare autour de laquelle s'articulait l'ensemble du projet : « Vagues d'Énergie citoyenne ». Cette idée phare résumait « l’esprit » de la candidature « Saint-Sébastien 2016 » dans un message clair : les personnes et les initiatives citoyennes sont le vrai moteur des transformations et des changements à travers le monde.

### Événements
- Festival International du Film de Saint-Sébastien (voir le site officiel) : chaque année à mi-septembre, Saint Sébastien accueille l’un des festivals de cinéma les plus importants au monde. Créé en 1953, ce festival se déroule depuis quelques années au Kursaal, un bâtiment créé par Rafael Moneo. Les soirées de gala et d’inauguration se déroulent au théâtre Victoria Eugenia. Durant cette célébration ont défilé les principales idoles du cinéma depuis 55 ans comme Audrey Hepburn, Federico Fellini, Alfred Hitchcock, Elizabeth Taylor, Steven Spielberg, Luis Buñuel, Al Pacino, Michael Douglas, Anthony Hopkins, Johnny Depp, Robert De Niro ou Woody Allen. Chaque année est remis le prix Donostia, récompense honorifique pour la carrière d’un cinéaste ou d'un acteur/actrice. En septembre 2008, Meryl Streep s'est vu remettre le prix qui salue trente ans de carrière et le record de nominations aux Oscars.

- Festival de jazz de Saint-Sébastien (voir le site officiel) : appelé aussi Jazzaldia, ce festival créé en 1965 est aujourd’hui l’un des festivals de jazz les plus importants d’Europe. Cet événement a généralement lieu à la mi-juillet dans différents lieux de la ville.

- Quincena Musical (voir le site officiel) : créé en 1939, ce festival est consacré à la musique classique, il dure environ un mois et demi et se déroule principalement au Kursaal, mais aussi dans d’autres salles de la ville comme le Chillida-Leku.

- La Tamborrada de Saint-Sébastien : c'est l'un des évènements traditionnels majeurs de la ville. À partir du 19 janvier (+ ou - deux jours) à minuit, et pendant 24 heures, des fanfares défilent dans les rues de la ville, dans tous les quartiers. L'ouverture et la clôture des festivités ont lieu dans la Place de la Constitution, qui est, surtout pour l'ouverture, bondée à tel point qu'il n'est pas possible de s'y déplacer. C'est réellement quelque chose à vivre. Les personnages de ces fanfares sont soit des cuisiniers, soit des soldats. Parallèlement à ces fanfares, la population participe au vacarme à l'aide de petits tambours.

- Feria : c'est un festival de théâtre qui a lieu depuis 1988. Outre les œuvres de théâtre représentées dans les théâtres de la ville, certains groupes théâtraux jouent dans la rue, dans une tentative d'approcher le théâtre au grand public. En 2008 il a adopté sa dénomination actuelle et a créé un tournant significatif vers l'internationalisation.
- Concours international de feux d'artifice de Saint-Sébastien : créé en 1964, le Concours de feux d'artifice de Saint-Sébastien est le plus ancien en Occident et un des plus importants du monde[34]. Il a lieu pendant la Semana Grande, en août. Chaque nuit une compagnie différente lance une campagne pyrotechnique depuis les jardins d'Alderdi Eder sur la baie de la Concha.
- Semaine du Cinéma fantastique et d'horreur : créé en 1990, c'est un concours cinématographique organisé par la mairie centré sur le cinéma fantastique et de terreur. On lui accorde, entre autres, le prix du court-métrage de Canal+.
- Festival du Cinéma et des Droits de l'homme : démarré en 2003, il a présente des films projetés dans d'autres festivals qui sont en relation étroite avec les droits de l'homme et toutes sortes de questions sociales. Organisé par la mairie en collaboration avec le secrétariat d'État de la Coopération et diverses ONG, il est en pleine expansion.
- Festival Publicitaire Latino-américain El Sol : il s'agit du plus prestigieux forum de réunion du secteur publicitaire et de créativité publicitaire en Espagne. Il a été créé en 1986, et a lieu annuellement dans le Kursaal au mois de mai.
- Surfilm Festival : y sont présentés des films courts autour du surf qui renforce l'attrait de la ville pour l'organisation d'événements en rapport avec ce sport et pour la pratique de ce dernier.
- Donostikluba : Festival de Musique Électronique.
- Street Zinema: festival audio-visuel indépendant, initié avec l'aide du centre culturel Arteleku, sur les thèmes du skateboarding et d'autres manifestations culturelles en contexte urbain.

### Patrimoine culturel

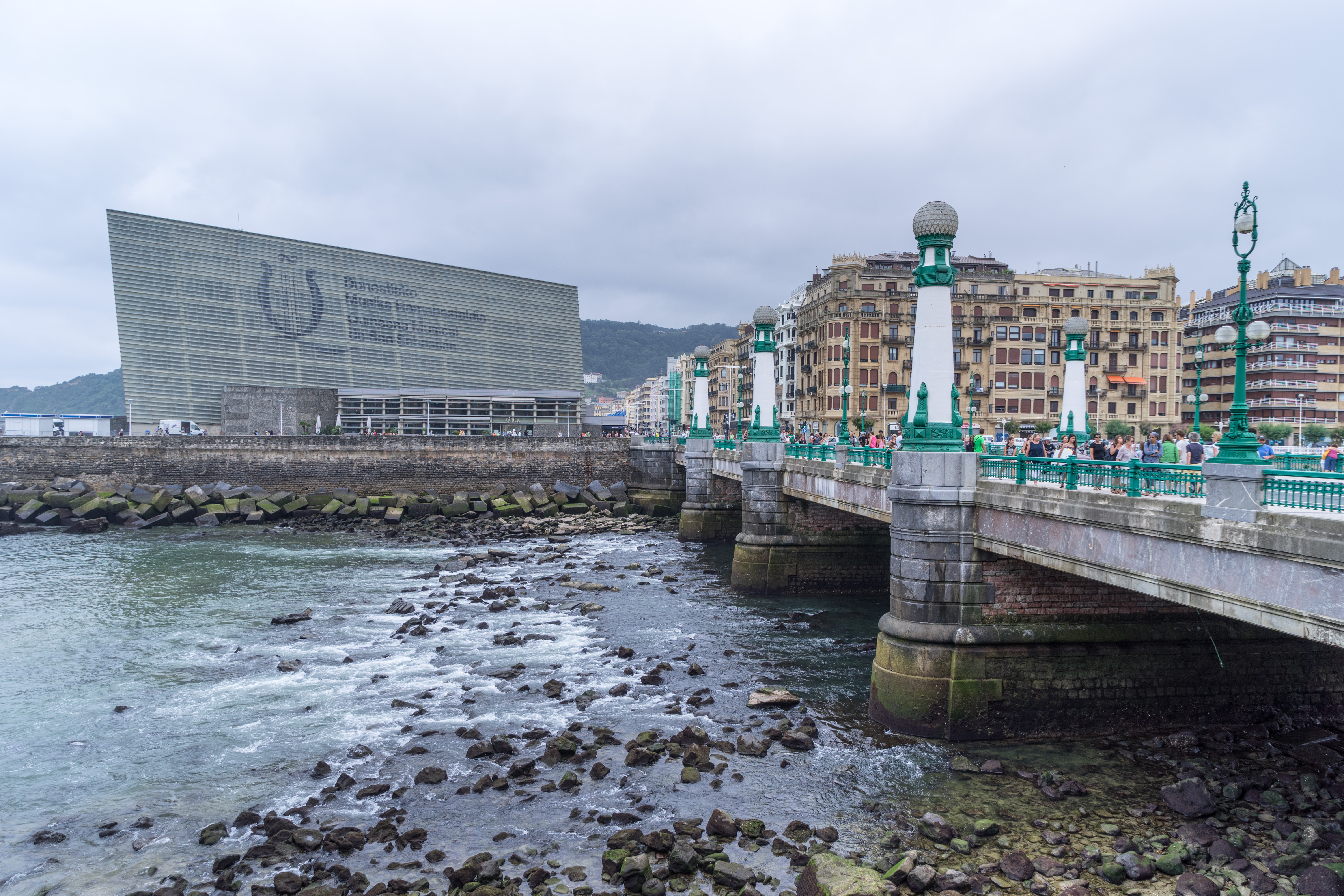
Le Kursaal, œuvre de Rafael Moneo
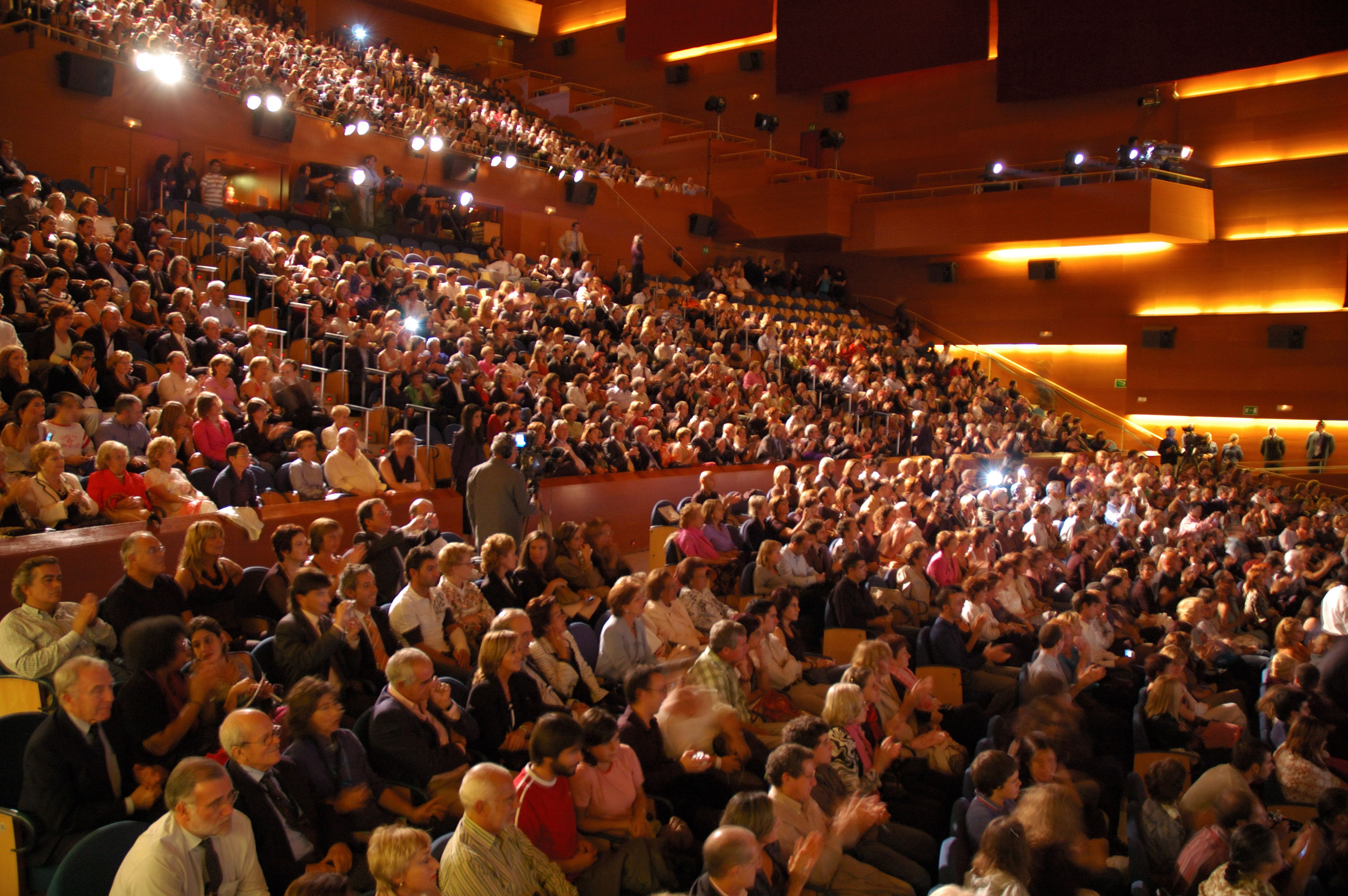
Intérieur du Kursaal pendant le festival de 2006
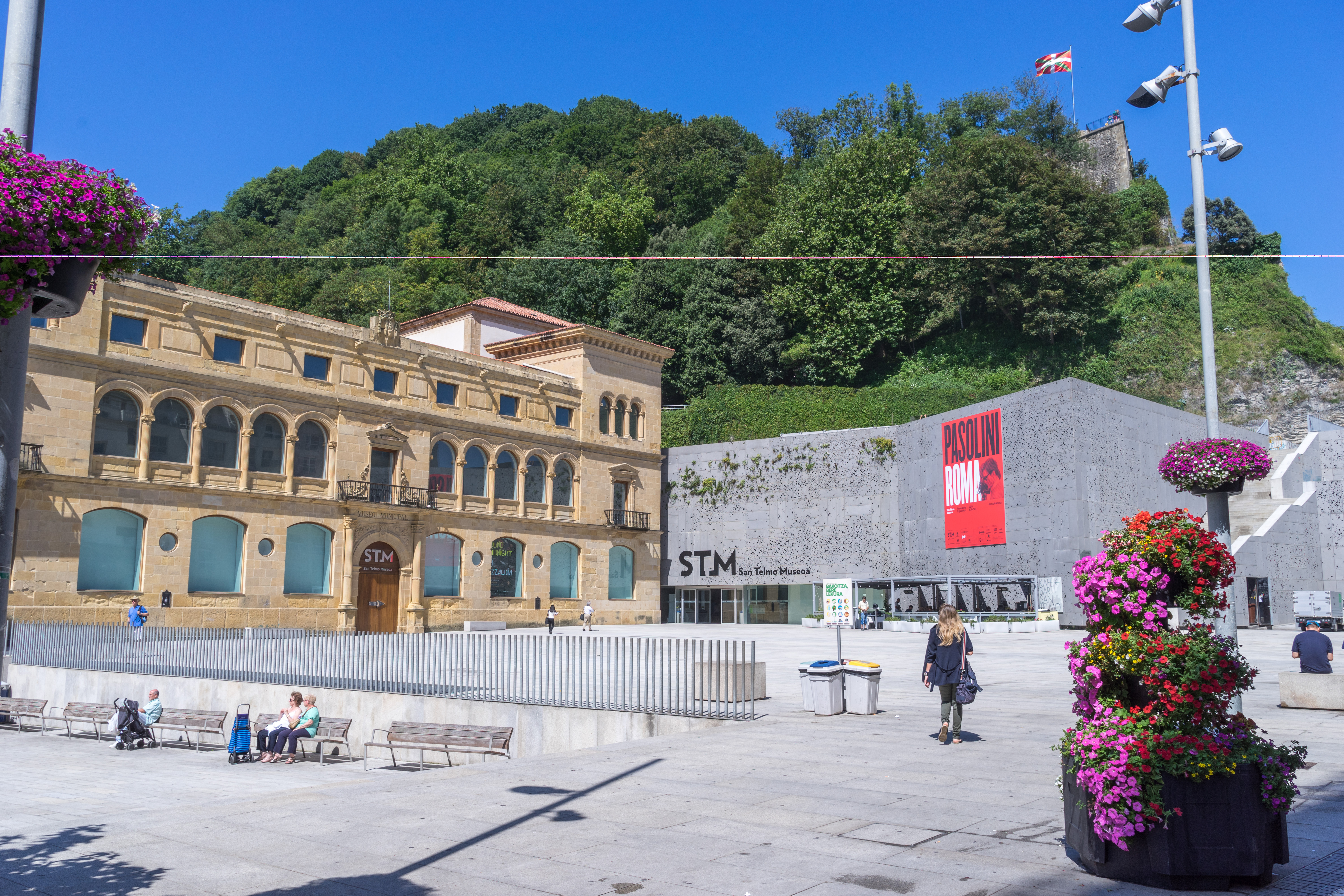
Musée municipal de San Telmo (XVIe siècle) et ancien couvent
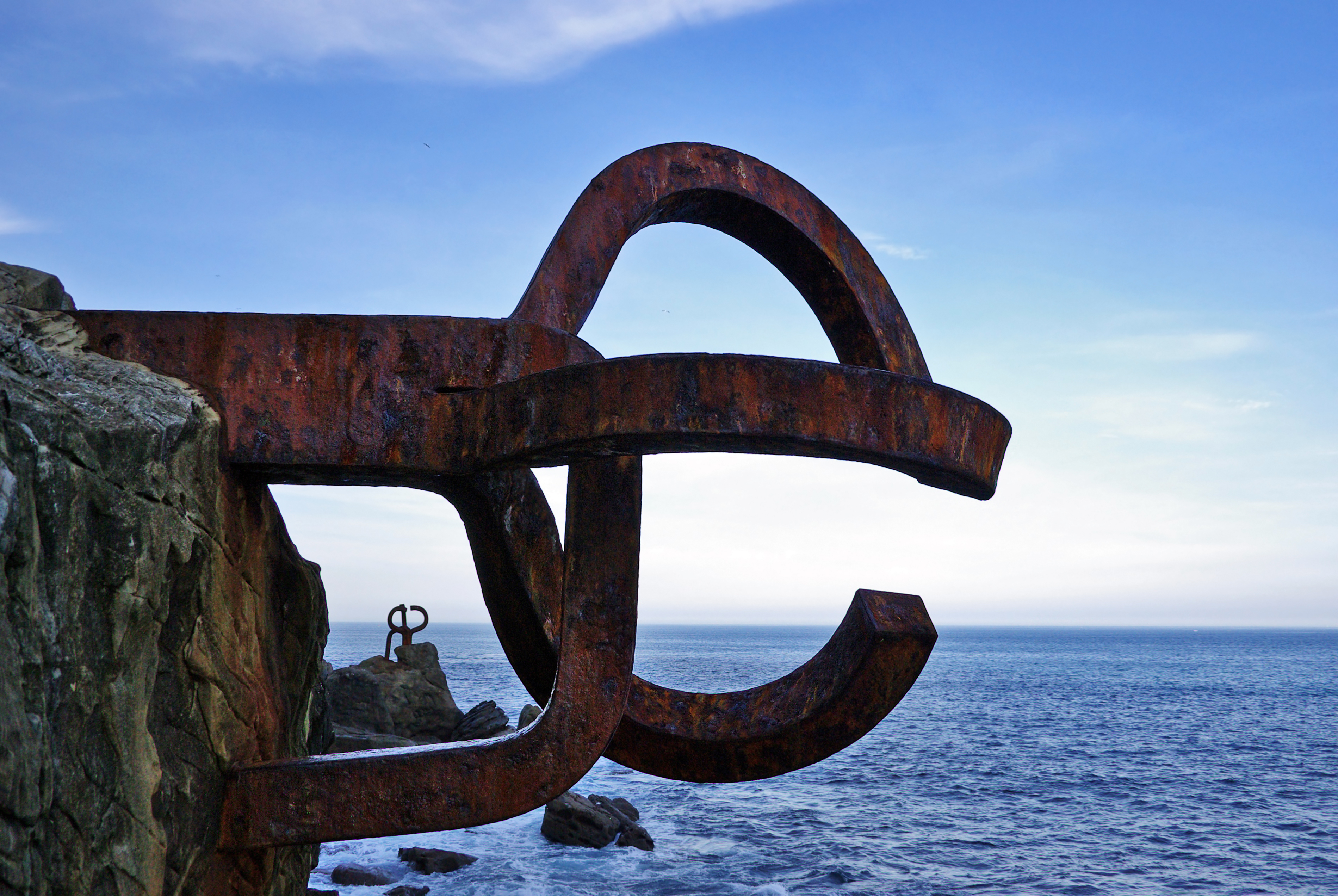
Les Peine del viento sculptures d'Eduardo Chillida à Saint-Sébastien (baie de la Concha)
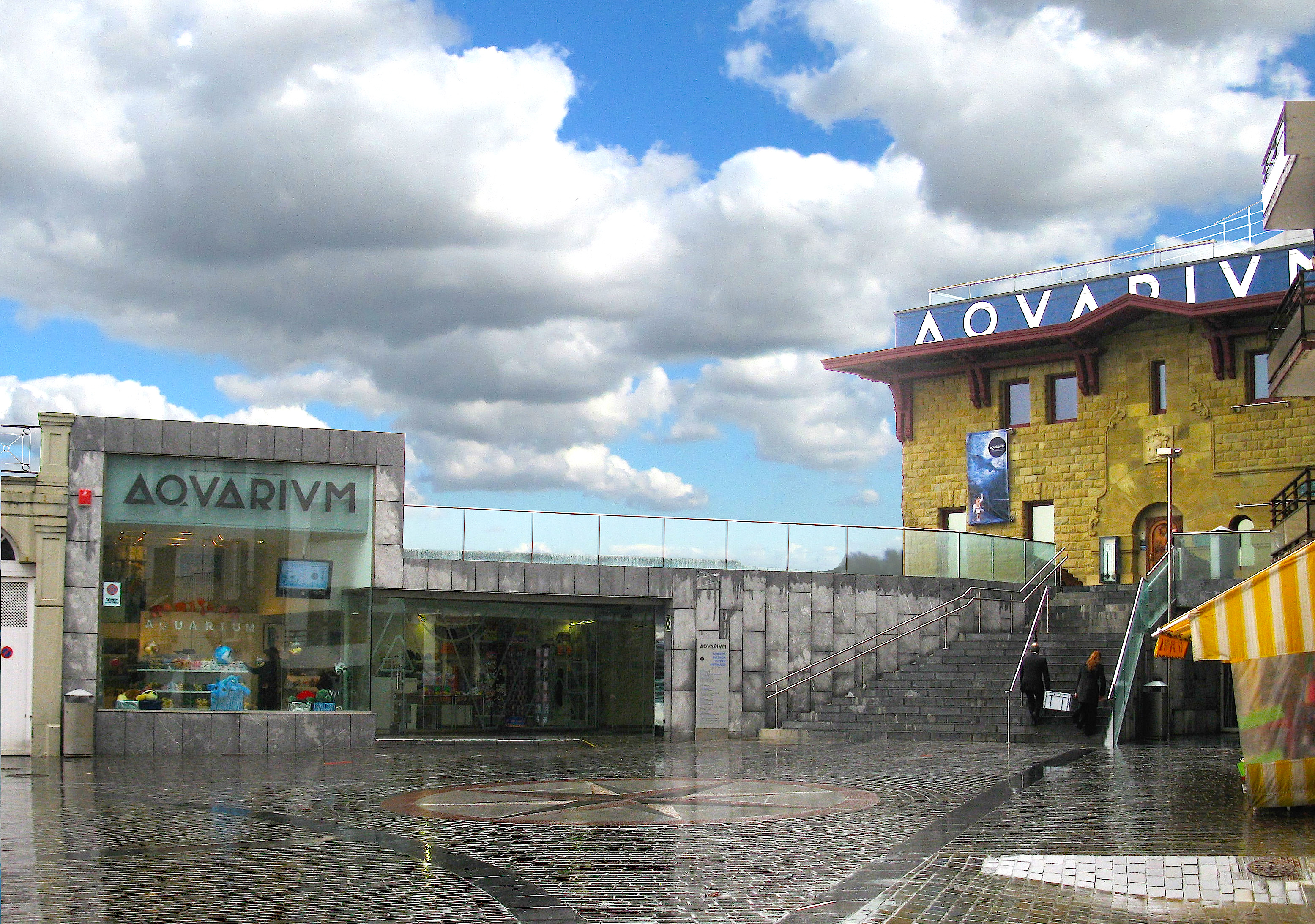
Aquarium et Musée de la Mer (1908)
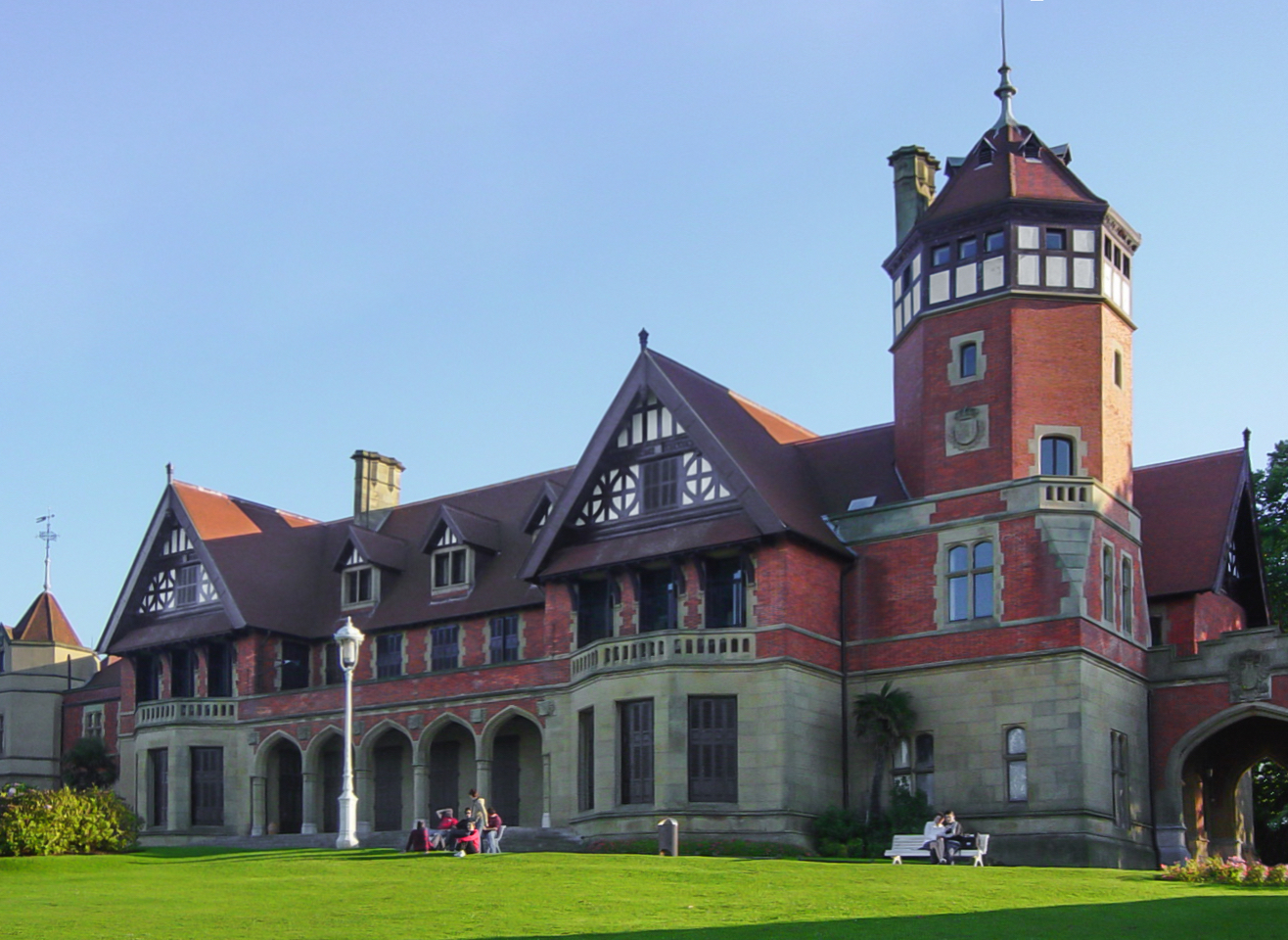
Propriété municipale, le palais de Miramar (1893)
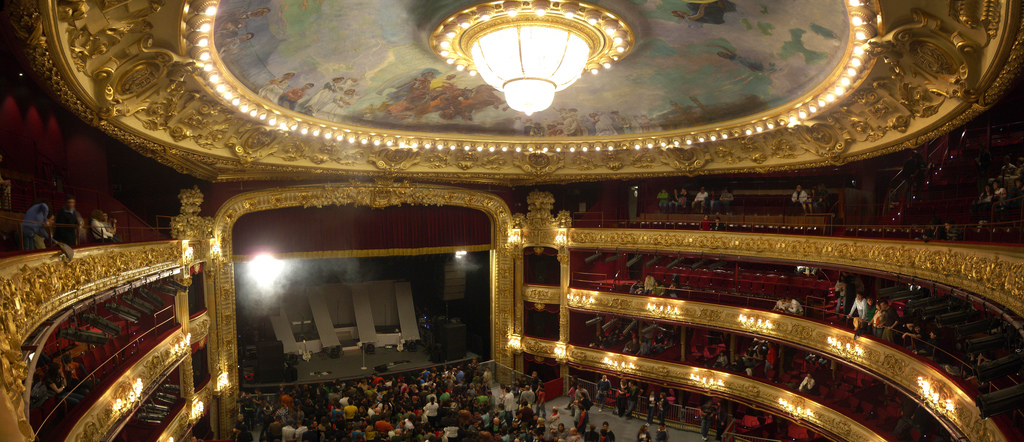
Théâtre Victoria Eugenia

#### Auditoires et théâtres
- Palais Kursaal : complexe architectural qui rassemble salles de congrès, spectacles et concerts, conçu par Rafaël Moneo.
- Théâtre Victoria Eugenia : théâtre historique inauguré en 1912. Ici ont joué certains des plus importants interprètes de musique classique ou de théâtre. Il a été le siège principal du festival de cinéma jusqu'en 1999, année de l'inauguration du Kursaal, puis fermé pour sa restauration de 2001 jusqu'à sa réouverture en mars 2007.
- Théâtre Principal : il est le plus ancien des théâtres donostiar. Inauguré en 1843, il a adopté son aspect actuel à la fin du XIXe siècle. Outre les œuvres de théâtre habituelles et certaines de celles présentées dans la Feria de Teatro, il accueille des projections de la Semana de Cine Fantástico y de Terror (semaine du cinéma fantastique et de terreur), du Festival Cine y de Derechos Humanos (festival du cinéma et des droits de l'homme) et quelques films du Festival de cinéma.

#### Musées
- Aquarium - Musée de la mer : situé sur le Paseo Nuevo / Paseo Berria près du port, il possède une collection historique maritime significative, ainsi qu'une extension moderne avec des aquariums géants et un passage sous-marin qui expose une grande quantité d'espèces de poissons et autres animaux marins[35] ;
- Musée de la chasse à la baleine : non loin de l'Aquarium-Musée de la Mer, ce petit musée rappelle cette activité traditionnelle et dangereuse des Basques, aujourd'hui disparue, mais qui, avant l'ère du charbon et des hydrocarbures, a fourni de l'huile à des villes entières et fait la fortune des armateurs ;
- Musée des Sciences : sur les hauteurs de la ville, adapté aux enfants et jeunes d'âge scolaire, un panorama complet, interactif, expérimental et ludique des principaux phénomènes physiques, chimiques et biologiques ; une statue d'Albert Einstein assis sur un banc accueille les visiteurs, tandis que le parc présente des maquettes des principaux monuments de la région du Guipuscoa[36] ;
- Musée San Telmo : propriété municipale et situé dans un ancien couvent du XVIe siècle ;
- Musée Chillida-Leku : situé dans la localité voisine d'Hernani, loge la plus vaste collection d'œuvres du sculpteur donostiar Eduardo Chillida ;
- Tabakalera : ancienne fabrique de tabac, siège du Centre international de culture contemporaine ;
- Museum Cemento Rezola : situé dans le quartier d'Añorga, face à la Fabrique des ciments Rezola. Bâtiment projeté par l'architecte Luis Peña Ganchegi, a comme sujet principal la transcendance du ciment dans la civilisation occidentale.

#### Bibliothèques
- Kultura Etxeak / Casas de Cultura : propriété municipale, il s'agit de centres culturels dotés de bibliothèque, de salles de conférences et autres équipements situés dans différents quartiers de la ville.
- Bibliothèque centrale : située à la mairie, c'est la principale bibliothèque municipale.
- Centre Culturel Koldo Mitxelena : propriété provinciale, il s'agit du plus important équipement culturel de Saint-Sébastien : bibliothèque, vidéothèque, sonothèque, salles d'expositions, salles d'étude, salles de lecture.
- Bibliothèque du conservatoire Francisco Escudero : cette bibliothèque comporte une très importante musicothèque. Elle disposerait des fonds musicaux digitalisés les plus importants d’Espagne.

### Architecture
- Arènes d'Atocha (Saint-Sébastien)
- Centre Kursaal (salle de concerts sur la plage), de l'architecte espagnol Rafael Moneo, 1999
- Cathédrale du Bon Pasteur de Saint-Sébastien
- Le château de la Mota et ses fortifications aux sommets du mont Urgull
- Tour défensive El Torreon datant du XVIIIe siècle[37]

## Religion

### Catholicisme
L'archevêque de Saint-Sébastien est Mgr José Ignacio Munilla (es) depuis 2009.
La cathédrale du Bon Pasteur de Saint-Sébastien était auparavant une église paroissiale, édifiée de 1889 à 1897.

## Tourisme

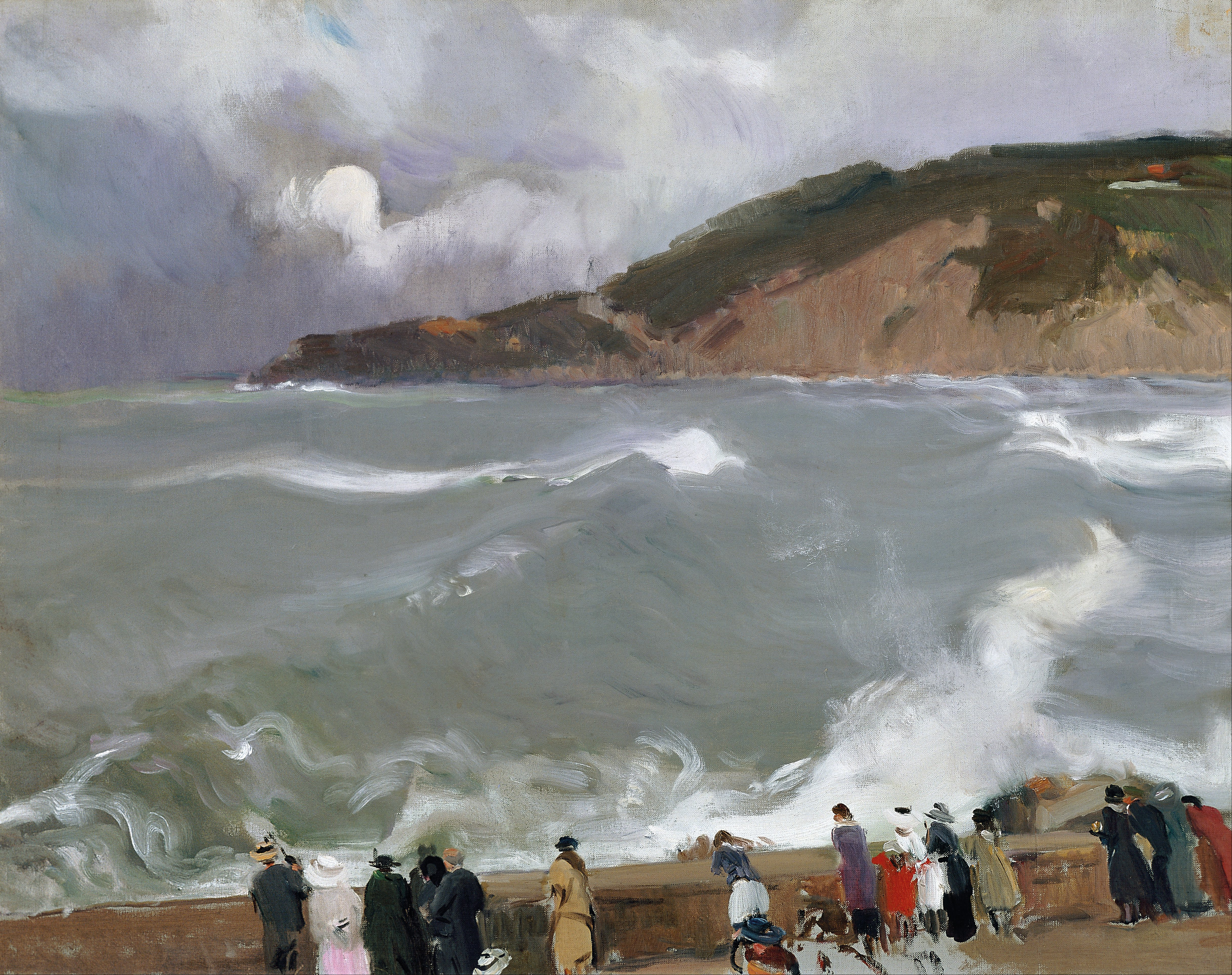
Brise-lames, Saint-Sébastien
Joaquín Sorolla, 1918
Musée Sorolla, Madrid

Saint-Sébastien est une des villes les plus touristiques d’Espagne, avec 14% de son PIB, plus de 9 000 personnes y travaillant et plus de 860 000 voyageurs chaque année, grâce à une tradition de ville ancienne depuis la deuxième moitié du 19e siècle et une proximité entre mer et montagne. Parmi les plus friands, les Français , devant les Américains et les Anglais. 
La principale activité est la gastronomie, avec les bords de mer, les trois plages (« Zurriola », « la Concha » et « Ondarreta »), la vieille ville dont les rues étroites, sans trottoirs, contrastent avec les larges avenues de la ville moderne et les promenades en centre-ville. Mais selon des études menées par la ville, 65 % des habitants estiment qu’une “limite est atteinte”. Face au mécontentement de la population contre l'afflux de touristes, en augmentation depuis 2019, la ville tente de "s’inspirer de ses voisines bordelaises et barcelonaises" et a décidé nouvelles mesures pour le résorber. Le 14 juillet 2023, en raison des "bouchons monstrueux provoqués par les touristes", les élus avaient choisi de fermer la ville aux véhicules.

## Gastronomie
- les txoko (txokoak, au pluriel) (sociétés gastronomiques)

Saint-Sébastien est notamment réputée pour ses pintxos (tapas en basque). On dit que Saint-Sébastien est la ville du monde avec un plus grand nombre d'étoiles Michelin par mètre carré. De fait, c'est une des seules villes du monde, avec Paris, Tokyo et New York, qui possède trois restaurants avec trois étoiles, la qualification maximale. Par conséquent, la gastronomie est un des principaux attraits touristiques de la ville. Comme représentants de la Nouvelle Cuisine basque, des cuisiniers prestigieux comme Juan María Arzak, Pedro Subijana, Martín Berasategui ou José Juan Castillo (les trois premiers avec les trois étoiles Michelin déjà commentées) ont leurs restaurants à Saint-Sébastien. Sont aussi très populaires les bars à pintxos de la Vieille Ville.

## Sport
Clubs
- L'équipe de football, la Real Sociedad a notamment remporté deux Championnats d'Espagne et trois Coupes d'Espagne.
- Le club omnisports du Bera Bera Rugby Taldea est notamment connu pour ses sections de :
  - rugby à XV avec le Bera Bera Rugby, qui a évolué plusieurs saisons en Championnat d'Espagne dans les années 1990 et 2000 ;
  - handball avec le Balonmano Bera Bera, vainqueur d'une vingtaine de titres nationaux.

Évènements sportifs
- La Kontxako Bandera en aviron réunit depuis 1879 les 8 meilleures traînières (embarcations de rameurs) début septembre.
- De 1923 à 1935, le Grand Prix automobile d'Espagne (nommé Grand Prix automobile d'Europe en 1926) est disputé sur circuit de Lasarte
- La Behobia-San Sebastián (es), une course pédestre, se déroule chaque année au mois de novembre depuis 1964.
- La ville a accueilli plusieurs évènements en cyclisme :
  - la Classique de Saint-Sébastien, inscrite depuis 1989 au calendrier de la Coupe du monde puis de l'UCI World Tour ;
  - le départ du Tour de France 1992 ;
  - les championnats du monde de cyclisme sur route en 1965 (à Lasarte-Oria) en 1997.
- La ville accueille parfois des matchs de coupe d'Europe de rugby à XV du Biarritz olympique.

## Personnalités liées à Saint-Sébastien
- Enrique José O'Donnell (1769-1834), militaire espagnol d'origine irlandaise
- Josefa Tito Recalde (1802-1858), femme d'affaires basque, pionnière dans la fabrication du jambon
- Ramón Blanco y Erenas (1833-1906), général et gouverneur espagnol
- Pío Baroja (1872-1956), écrivain
- Marie-Thérèse Dupouy Bordes (1873-1953), religieuse française
- Benita Asas (1873-1968), pédagogue et journaliste féministe républicaine espagnole
- José María Usandizaga (1887-1915), compositeur
- Pablo Sorozábal (1897-1988), compositeur
- Felisa Martín Bravo (1898-1979), physicienne
- Eduardo Chillida (1924-2002), sculpteur
- Empar Pineda (1944-), née à Hernani, militante féministe espagnole, incarcérée à la prison de Martutene sous l'Espagne franquiste
- Luis Salazar (1956-), peintre
- Ramon Lazkano (1968-), compositeur
- Aitziber Alonso (1971-), illustratrice
- Maria Berasarte (1978-), chanteuse espagnole
- Aritz Aduriz (1981-), footballeur
- La Oreja De Van Gogh, groupe de musique pop
- José Luis Arrieta, Lujambio coureur cycliste espagnol
- Mikel Arteta (1982-), footballeur
- Rebeca Linares, actrice
- Judith Jáuregui (1985-), pianiste
- Mikel Gurrea (1985-), cinéaste.

## Jumelages
La ville de Saint-Sébastien est jumelée avec:
| Ville | Ville         | Pays | Pays        | Période                   |
| ----- | ------------- | ---- | ----------- | ------------------------- |
|       | Batoumi       |      | Géorgie     | depuis le 7 juin 1987     |
|       | Boujdour (en) |      | Algérie     |                           |
|       | Esmeraldas    |      | Équateur    | depuis le 29 janvier 2015 |
|       | Marugame      |      | Japon       |                           |
|       | Plymouth,     |      | Royaume-Uni | depuis 1989               |
|       | Ramallah      |      | Palestine   |                           |
|       | Reno          |      | États-Unis  |                           |
|       | Trente        |      | Italie      | depuis 1988               |
|       | Wiesbaden     |      | Allemagne   | depuis 1981               |